# Танк
Танк (англ. tank) — бойова броньована машина, призначена для наземних бойових дій. Точного визначення не існує, але в сучасному розумінні танк є добре броньованою та мобільною гусеничною машиною з великокаліберною гарматою в обертовій башті. Історично танки могли бути озброєні кулеметами, легкими гарматами або вогнеметами.[⇨]
Танки з'явились 1916 року в Першій світовій війні для прориву ліній оборони в умовах позиційної війни на Західному фронті. Перші зразки були громіздкими та повільними машинами. У міжвоєнний період танки еволюціонували до більш універсальних бойових машин, здатних виконувати широкий спектр задач на полі бою, а разом з ними розвивались і доктрини застосування танкових військ у маневровій війні, зокрема, німецька ідея «бліцкригу». Успіх кампаній Вермахту проти Польщі, Франції та СРСР привів до широкого визнання ефективності танка й масового виробництва в усіх провідних країнах.
У часи Холодної війни замість колишніх середніх і важких з'явились багатоцільові основні бойові танки (ОБТ), які поступово отримували кращі захист, бронювання та мобільність, а в 1970-ті роки було створене нове покоління з композитною бронею, цифровими системами керування вогнем та лазерними віддалемірами, яке є основним донині, не замінене танками нової конструкції. Попри появу ефективних протитанкових комплексів і масове поширення БПЛА, танки залишаються ключовими одиницями на сучасному полі бою завдяки високому захисту та гарному озброєнню.
Поширення танків призвело до розвитку поняття протитанкової оборони, що включає спеціалізоване протитанкове озброєння для боротьби з ними. Існують споріднені типи бойових машин, як-от штурмові гармати та винищувачі танків, що також часто використовують гусеничний рушій, але виконують інші завдання. Крім того, існують колісні бойові машини з важким озброєнням, які часто називають колісними танками.

## Походження назви
Слово «танк» походить від англійського tank, у перекладі «бак, цистерна». Британці використовували цю назву для забезпечення секретності: при транспортуванні видавали новітні бойові машини за цистерни з водою, призначені для Російської імперії, і навіть робили на них написи російською. Спочатку їх пропонували називати water carrier («водовоз») або скорочено WC, але таке позначення не прижилось, і натомість поширилось tank.
Не всі мови використовують англійське слово. Наприклад, у Франції, де танки винайшли одночасно, їх одразу почали називати власними назвами char d'assaut (букв. «штурмова колісниця») або char de combat («бойова колісниця»), щоб засвідчити й свою першість. Вживається також скорочений варіант char. Німецькою мовою танки називають Panzerkampfwagen (букв. «броньована воєнна машина») або скорочено Panzer. Польською їх називають czołg (від czołgać się — «повзти»).

## Історія

### Передісторія

Бойові слони Ганнібала (I—II ст. до н. е.)

Поява танка як мобільної платформи з важким озброєнням пов'язана з технологічним поступом у кількох галузях: самохідна техніка, озброєння та бронювання. Історично людство застосовувало рухому техніку з захистом, як тарани та облогові вежі. З іншого боку, метальні машини, а пізніше й гармати, для забезпечення мобільності встановлювали на колісниці чи вози: наприклад, на початку XV століття гусити успішно застосовували легкі гармати на возах. Історик Аларік Серл знайшов значну кількість паралелей між античними бойовими слонами й танками, як мобільними, захищеними та озброєними платформами, що породжували необхідність у спеціалізованих засобах протидії.
Самохідна техніка з'явилась у XVIII столітті та поступово розвивалась до практично корисних автомобілів, потягів і тракторів. Одну з перших спроб поєднати транспортний засіб із бронею та озброєнням зробив 1855 року британець Джеймс Коуен у проєкті парового бронеавтомобіля Locomotive Land Battery. Він правильно передбачив, що подібна техніка є шляхом подолання позиційного протистояння, яке тоді склалось у Кримській війні, однак проєкт був непрактичним на свій час. Під час Громадянської війни в США з'явились бронепоїзди та кораблі-броненосці. Наприкінці XIX століття винайшли двигун внутрішнього згоряння, який забезпечив наземну техніку ефективним і компактним джерелом енергії. Повноцінні бронеавтомобілі почали з'являтись на початку XX століття, однак, як бронепоїзди були прив'язані до залізничних колій, так бронеавтомобілі — до доріг.
На початку XX століття з'явились перші гусеничні трактори, а винахідники почали проєктувати гусеничні бронемашини, як машина Левавассера, «моторна гармата» Бурстіна й танк Менделєєва. Поширення ці ідеї не набули, залишившись проєктами або прототипами.

### Перша світова війна

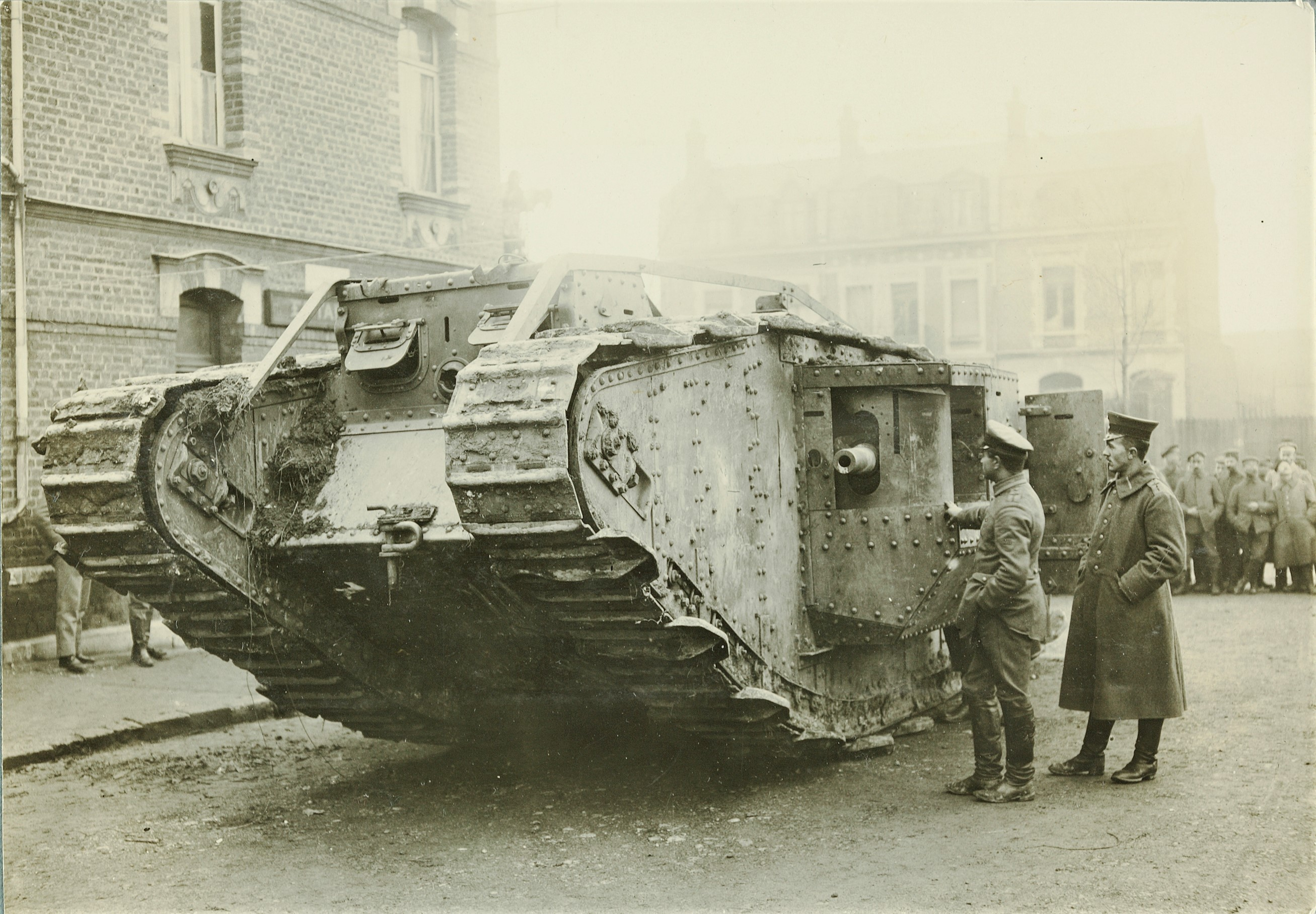
Британський важкий танк Mark IV в Камбре (1917)

З кінця 1914 року бойові дії на Західному фронті набули вигляду позиційної війни, в якій кожна сторона створювала все міцніші укріплення, не маючи змоги прорвати оборону ворога. Між наступальними та оборонними спроможностями військ з'явився дисбаланс. Окопи надавали оборонцям захист, тоді як у наступі мобільність піхоти на полі бою була обмежена колючим дротом. Війська в наступі зустрічали артилерійський вогонь на небачених раніше дистанціях, а з менших відстаней їх знищували кулемети. У Великій Британії та Франції незалежно виникли ідеї створення спеціалізованих штурмових машин, здатних витримувати кулеметний вогонь та розчавлювати колючий дріт, допомагаючи піхоті.

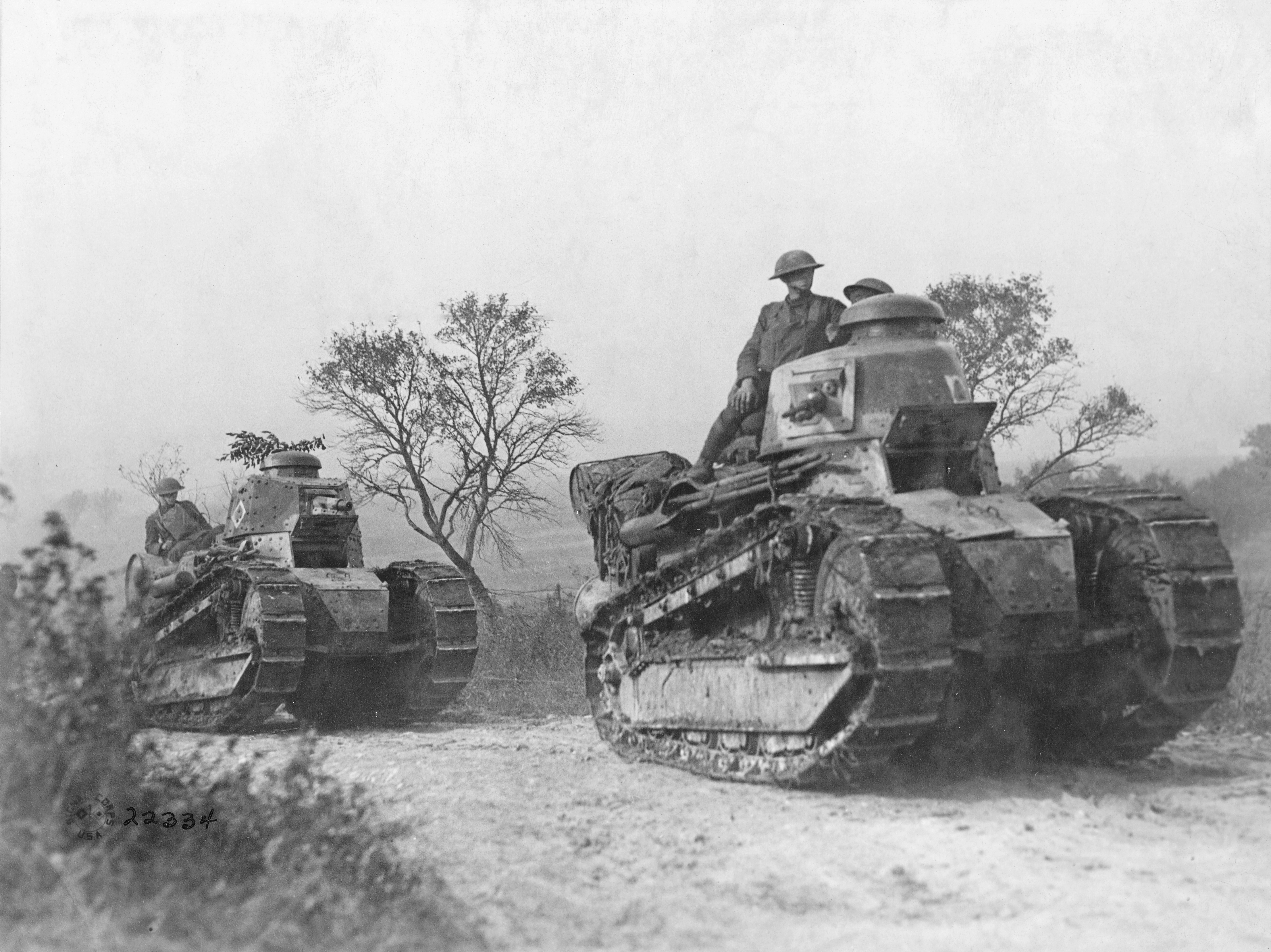
Американські солдати на Renault FT в Аргоннському лісі (1918)

Протягом війни танки серійно виготовляли лише Велика Британія та Франція. Велика Британія виготовила понад 2000 важких танків Mark I, Mark IV і Mark V, а також кількасот швидких середніх танків Medium A, B та C. Франція початково виготовляла штурмові танки Schneider CA1 та St-Chamond, які виявились невдалими, однак із 1918 року перейшла на виробництво легких танків супроводу Renault FT, яких було виготовлено понад 3000 одиниць. Ці машини вперше для танків мали обертові башти, а їхнє компонування зрештою стало класичним. США та Італія змогли налагодити виробництво лише наприкінці війни, тому їхні танки не встигли взяти участі в боях. Німецька імперія так і не змогла розпочати повносерійне виробництво й виготовила лише близько 20 одиниць A7V, які були ненадійними та мали погану прохідність, однак узяли участь у бойових діях. Крім танків, у роки війни з'явилась низка інших типів бронемашин, як самохідна артилерійська установка Gun Carrier Mark I і перший у світі спеціально розроблений бронетранспортер Mark IX.
Перше бойове застосування танків відбулось 15 вересня 1916 року в боях за Флер і Курселетт (частина битви на Соммі), де було застосовано близько 50 Mark I. Вже за рік, у битві за Камбре 20 листопада 1917 року майже 500 танків пішли в бій на вузькій ділянці фронту й успішно прорвали перші лінії оборони, однак війська не змогли використати цю можливість, і невдовзі німці відбили позиції назад. Німецькі танки з'явились навесні 1918, а 24 квітня відбувся перший в історії танковий бій між кількома британськими та німецькими машинами. 15 липня 1918 у битві біля Суассона масову участь у боях вперше взяли Renault FT, які швидко стали основною ударною силою французької армії, а в серпні 1918 близько 600 танків взяли участь у битві при Ам'єні й добре зарекомендували себе, зменшуючи втрати серед піхоти.
Перші танки були повільними та неповороткими (переважно 6—9 км/год), більше схожими на античні облогові машини, ніж на сучасну бронетехніку; їх використовували у піхотному наступі для прориву колючого дроту та придушення кулеметних точок. Британці також мали деяку кількість відносно швидких (до 13,4 км/год) кулеметних танків, як Medium A, призначених для розвитку прориву, розпочатого важкими танками й піхотою. Німецьке командування, зрозумівши безнадійне відставання в танках, до 1918 року сконцентрувалось на боротьбі з ними. Для цього застосовували рови, міни, протитанкові гвинтівки (T-Gewehr), затоплення місцевості, спеціалізовані вогневі точки, але найефективнішим засобом залишались польові гармати, які спричинили найбільше втрат.

### Міжвоєнний період
Хоча танки показали свою дієвість в останній рік Першої світової, командувачі не визнали їхню роль за вирішальну. Після війни країни почали скорочувати танкові підрозділи та припиняти замовлення. Німеччина за Версальським договором не мала права на будь-які танки, США практично відкинули цей вид техніки, а Франція після війни залишилась із понад 3 тисячами Renault FT й не потребувала нових. Єдиним відносно масовим танком 1920-х став британський Vickers Medium, яких було виготовлено близько 160 одиниць. З середини-кінця 1920-х почали набувати поширення танкетки, як Carden-Loyd, та легкі кулеметні танки, які надавали країнам можливість змогу проводити навчання та були кращими ніж відсутність техніки взагалі. Сотні подібних машин стали основною бронетехнікою Польщі та Італії.
Основні зусилля розробників у міжвоєнний період були спрямовані на зменшення габаритів, обертові башти та ефективніше розміщення екіпажу. Також суттєво зросла потужність двигунів і ввійшло до вжитку радіо. Основні танки цього періоду отримали башти з гарматним озброєнням калібру 37—47 мм, рідше — короткоствольні 75- або 76-мм гармати. Якість і товщина броні також зросли, в деяких країнах заклепкове з'єднання поступилось зварюванню. Однак, розробники часто були змушені обирати між швидкістю та захистом.
Велика Британія у 1930-ті втратила провідні позиції у танкобудуванні через проблеми в управлінні та бюджетні обмеження. До 1936 було сформовано доктрину, що передбачала легкі кулеметні танки для розвідки, повільні та захищені піхотні та швидкісні крейсерські. Однак, належні замовлення на техніку почали з'являтись лише з 1937 року, тому на початок війни адекватних танків, як крейсерські Mk IV та піхотні Matilda II, було вкрай мало. У Франції головною проблемою були не кошти, а погляди командувачів, які не змінились із часів Першої світової війни; військові вважали основою армії танки підтримки піхоти, як легкі R35, що були ідейними наступниками Renault FT, та важкі B1 з товстою бронею та 75-мм гарматою в корпусі. Найкращим французьким танком став середній SOMUA S35, що отримав 47-мм гармату, достатньо високу швидкість і гарне бронювання. В США танки практично не виготовляли через економічні міркування та ізоляціоністську політику.

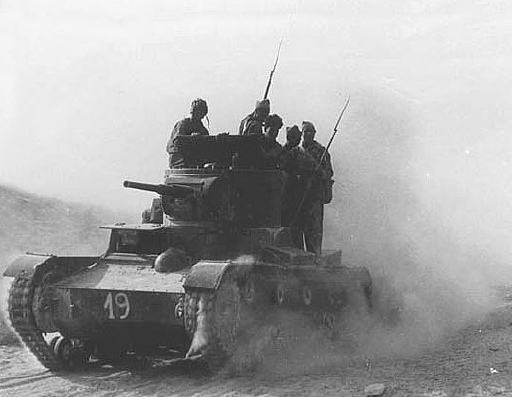
Радянський Т-26 в Іспанії (1937)

У 1930-х у Радянському Союзі після активного дослідження закордонної техніки розпочалося масове виробництво легких танків Т-26 та колісно-гусеничних танків серії БТ, заснованих на проєкті американського винахідника Джона Крісті та британському Vickers Mark E відповідно. Наймасовіший зі швидкісних танків БТ-7 мав довгоствольну 45-мм гармату, швидкість до 53 км/год по шосе та броню до 22 мм. Також у СРСР експериментували з середніми й важкими багатобаштовими танками, як Т-28 й Т-35. Німеччина, не маючи можливості розробляти танки самостійно, випробувала їх у СРСР. Перспективна стратегія бліцкригу передбачала велику кількість швидких танків; так у середині 1930-х з'явились легкі танки Pz I та Pz II. Хоч їхня броня та озброєння були заслабкими, вони були надзвичайно важливими для набуття виробничого досвіду, тренування армії та першого бойового застосування. Основною ударною силою мали стати Pz III з довгоствольними 37-мм та Pz IV з короткоствольними 75-мм гарматами, масове виробництво яких розпочалось 1939 року.
Упродовж міжвоєнного періоду розвивались не лише танки, але й доктрини їх застосування. Джон Фуллер і Безіл Ліддел-Гарт у Великій Британії та Шарль де Ґолль у Франції мали напрацювання щодо мобільних танкових підрозділів, але посадовці не дуже цікавились їхніми прогресивними ідеями. Французькі генерали зупинились на доктрині Першої світової та вважали танки засобом ближньої підтримки піхоти. Німецькі командири, однак, прагнули до інновацій — не маючи можливості отримати бронетехніку, вони передусім працювали над теорією. Заклавши в основу роботи британських і французьких теоретиків, Гайнц Ґудеріан розробив стратегію бліцкригу, засновану на мобільних танкових дивізіях, здатних діяти самостійно. В СРСР також існували прогресивні ідеї, як теорія глибоких операцій Володимира Тріандофіллова й Михайла Тухачевського, але Великий терор знищив практично все радянське військове командування, а ці ідеї, асоційовані з репресованими офіцерами, стали непопулярні.
Під час громадянської війни в Іспанії (з 1936), СРСР та Німеччина прагнули випробувати на практиці власну техніку й тактики її застосування. Німеччина тоді мала лише Pz I й Pz II, значно слабші за радянські танки, а їхня мала кількість не дозволяла випробувати новітні підходи. В СРСР за результатами війни зробили висновки не на користь мобільних танкових підрозділів, хоча їх не відкинули повністю: в битві на Халхин-Голі (1939) Георгій Жуков використав танкову бригаду для заходу в тил, чим забезпечив перемогу. Японія до того ефективно застосовувала танки «Ха-Ґо» в японсько-китайській війні, але на 1939 рік вони вже програвали радянським машинам і застосовувались як засоби підтримки піхоти.

### Друга світова війна

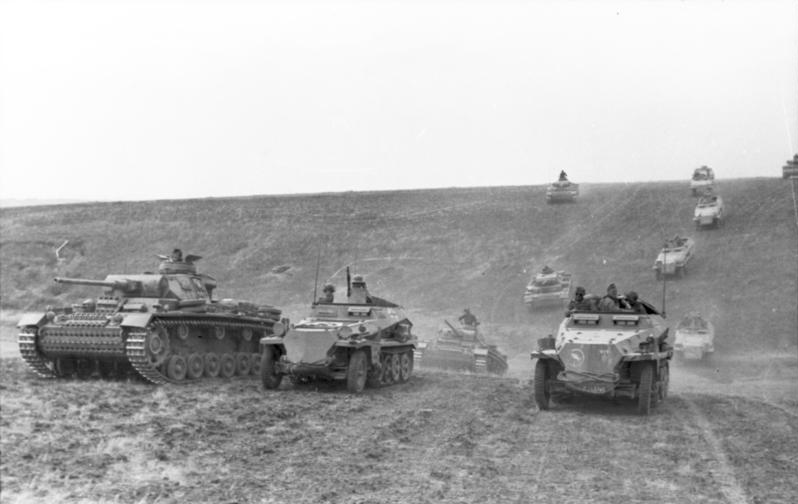
Наступ танків Pz III та механізованої піхоти на Sd Kfz 251 (Україна, 1942 рік)

Різниця в ставленні, політиках і конструкційних рішеннях призвела до того, що на початок війни різні армії мали суттєво відмінні танки та способи їх застосування, і всьому цьому різноманіттю належало пройти випробування в боях. На початку війни найефективніші танкові війська (Панцерваффе) мала Німеччина; вони складали 3195 танків, з них 211 Panzer IV. Висока боєздатність забезпечувалась тим, що на відміну від інших країн, танки були не поділені між піхотою та кіннотою, а сконцентровані масово в танкових дивізіях. СРСР на 1939 рік мав близько 20 тисяч танків, що було суттєво більше за танки всіх інших країн разом узятих. Франція мала 2677 сучасних танків, а до її вступу у війну їх було понад 3500. Велика Британія мала 1148 танків, лише 80 з яких були озброєні гарматами. Аналогічна ситуація була в Італії, з 1500 машин якої лише 70 були з 37-мм гарматами. Японія мала близько 2000 танків, переважно легко озброєних.
Франція, яка мала найпотужнішу армію в Європі на початок війни, не мала спроможності застосовувати її ефективно. Попри чисельну перевагу, більшість танків були легкими піхотними R35, розпорошеними між піхотними підрозділами. Добре броньовані та озброєні B1 та S35, що перевершували німецьку техніку, були сконцентровані в піхотних і кіннотних дивізіях відповідно, однак ці з'єднання були нездатні до мобільних дій, і їхня ефективність була не дуже висока. Розгром Польщі та перемога над Францією впродовж 1939 та 1940 років були забезпечені гнучкою спільнодією родів військ: німці могли швидко зібрати ударну силу для несподіваного прориву слабких ділянок та оточення частин ворожої армії. Танкові та моторизовані дивізії були здатні діяти самостійно у відриві від піхотних, а їхню підтримку здійснювала тактична авіація, зокрема, роль артилерії брали на себе пікірувальники Ju 87 Stuka. Успіх німецьких військ протягом 1939—1941 років привів основні армії до початку реорганізації за їхнім зразком, шляхом стрімкого збільшення виробництва та пришвидшення технологічного розвитку броньованої техніки.

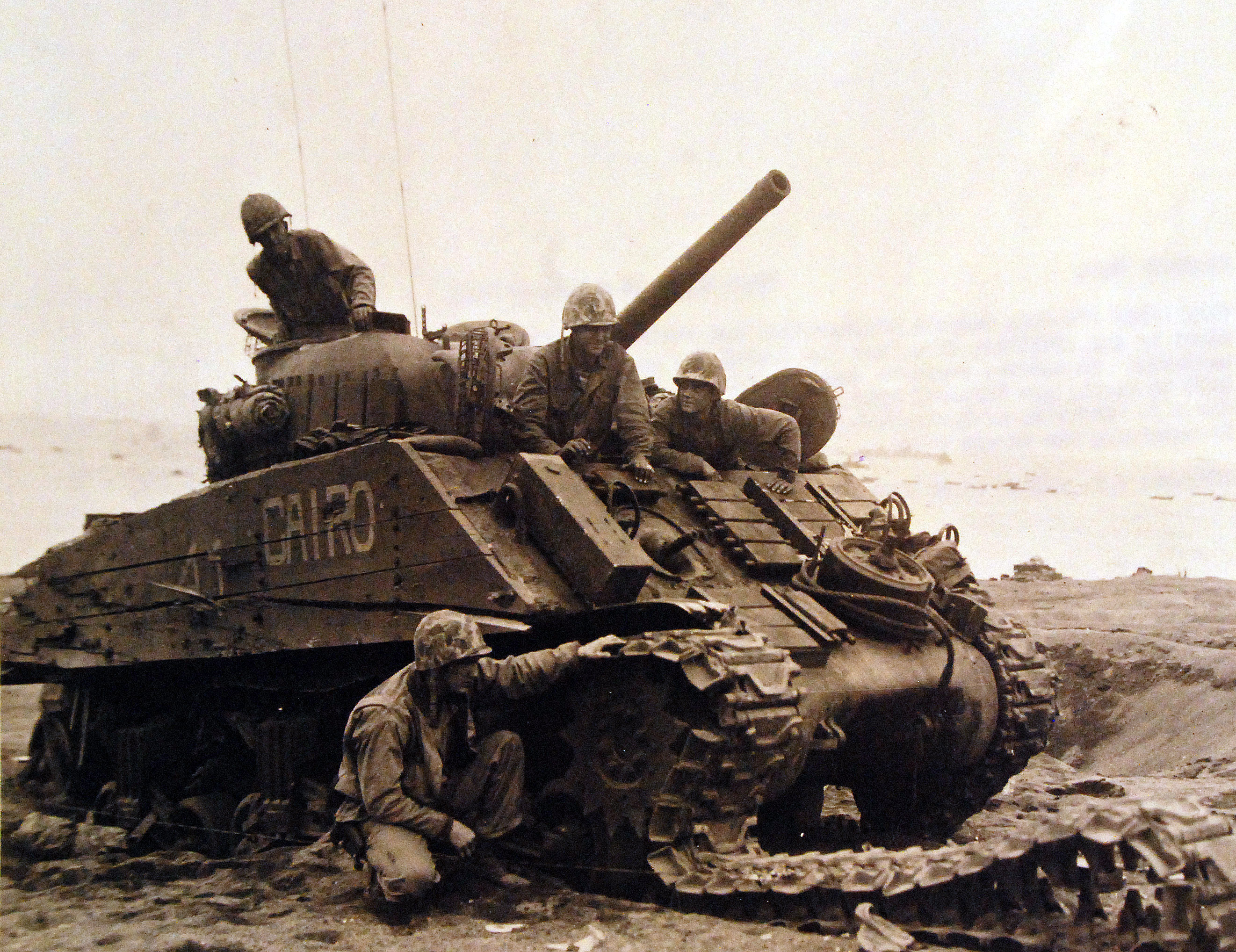
Екіпаж американського M4 Sherman оцінює пошкодження танка

На початку Німецько-радянської війни СРСР мав колосальну перевагу в танках: 18—24 тис. проти 6 тис., серед яких були також найсильніші на той момент Т-34 та КВ-1 (близько 1000 та 500 одиниць відповідно), а решта — БТ й Т-26. Втім, СРСР втратив понад 17 тисяч танків і вже на 1942 основним став Т-34. Попри початковий успіх операції «Барбаросса», Німеччина не змогла здобути вирішальну перемогу, війська зазнали великих втрат і мали проблеми з запасними частинами й непрохідною місцевістю. Переламним моментом війни стала битва за Сталінград, у якій німецькі танкові дивізії були погано придатні для міських боїв і боїв на виснаження, що не давало їм змоги використовувати перевагу в мобільності. Також танки активно застосовувались у Північноафриканській кампанії (1940—1943), основні бойові дії якої відбувались у Західній пустелі — кам'янистому плато протяжністю в сотні кілометрів. Початково командувач німецьких сил Ервін Роммель вдавався до ефективної маневрової війни, несподівано атакуючи британців. Ключовою та однією з найбільших стала Друга битва за Ель-Аламейн, у якій Союзники, скориставшись своєю чисельною перевагою та військовим обманом, змогли розбити німецькі війська. На Західноєвропейському театрі, що відкрився 1944 року, танки також активно застосовувались, однак Союзники не були готові до рішучих дій і більшою мірою вели бої на виснаження. Протягом війни Союзники мали значну чисельну перевагу в танках і могли швидко замінювати втрати: найбільшу їхню кількість виготовили в СРСР (~105 тисяч), США (~88 тис.), Німеччині (~57 тис.) та Великій Британії (~27 тис.), тоді як інші країни виготовили порівняно незначну кількість машин.
Протягом війни танки стрімко розвивались, при цьому країни зберігали різні підходи. Наприклад, у відповідь на загрозливі радянські Т-34 та КВ-1, німецькі Panzer IV отримали гармати з довшими стволами; також із початку 1943 року з'явились добре броньовані та озброєні Panther і Tiger, здатні боротись із технікою на значній відстані. Вони, однак, не були доступні в достатній кількості, тому Німеччина масштабувала виробництво самохідних установок Sturmgeschütz III, які спочатку були призначені для підтримки піхоти, однак виявились надзвичайно ефективними проти танків. Радянською відповіддю на Panther і Tiger стали прийняті на озброєння 1944 року середній Т-34-85 та важкий ІС-2, озброєні 85-мм та 122-мм гарматами відповідно. Обидві країни також застосовували безбаштові винищувачі танків і штурмові гармати, як СУ-85, СУ-100, ІСУ-152, Jg Pz 38(t) і Jg Pz IV.
У США, де перед війною заперечували необхідність танків, думка рішуче змінилась після падіння Польщі та Франції. Першим масовим зразком став створений поспіхом середній M3 з 75-мм гарматою в корпусі. З 1941 року їх почали замінювати на M4 Sherman, що став одним із наймасовіших танків (до кінця війни виготовлено понад 40 тисяч). Хоча початково він був успішний, до 1944 року його озброєння вже було недостатнім. Як і у Великій Британії, доктрина передбачала, що танки мають розвивати прорив, створений піхотою, а тому не потребують кращої зброї. Протитанкова роль була закріплена за винищувачами танками, як M10, M18 та M36. Лише наприкінці війни США ввели важкі M26 Pershing з 90-мм гарматами. Велика Британія протягом усієї війни розробляла піхотні та крейсерські танки, як Valentine, Churchill і Cromwell, лише в самому кінці війни було створено прототипи танка Centurion, що нарешті поєднав сильні боки обох концепцій.
Разом з танками розвивались і протитанкові засоби. Протитанкові гармати, як і танкові, збільшувались у калібрі, а Німеччина протягом війни широко застосовувала 88-мм зенітні гармати Flak 18 у ролі протитанкових. Танкові й протитанкові гармати отримували нові різновиди боєприпасів, як бронебійні з осердям, підкаліберні та кумулятивні. Також отримали розвиток піхотні засоби, як протитанкові гвинтівки, а пізніше — протитанкові гранатомети й реактивні протитанкові гранати з кумулятивними бойовими частинами, як Panzerschreck, Panzerfaust і Bazooka. Також активно застосовувались мінні загородження, які породили й засоби боротьби проти них, як протимінні трали.

### Холодна війна

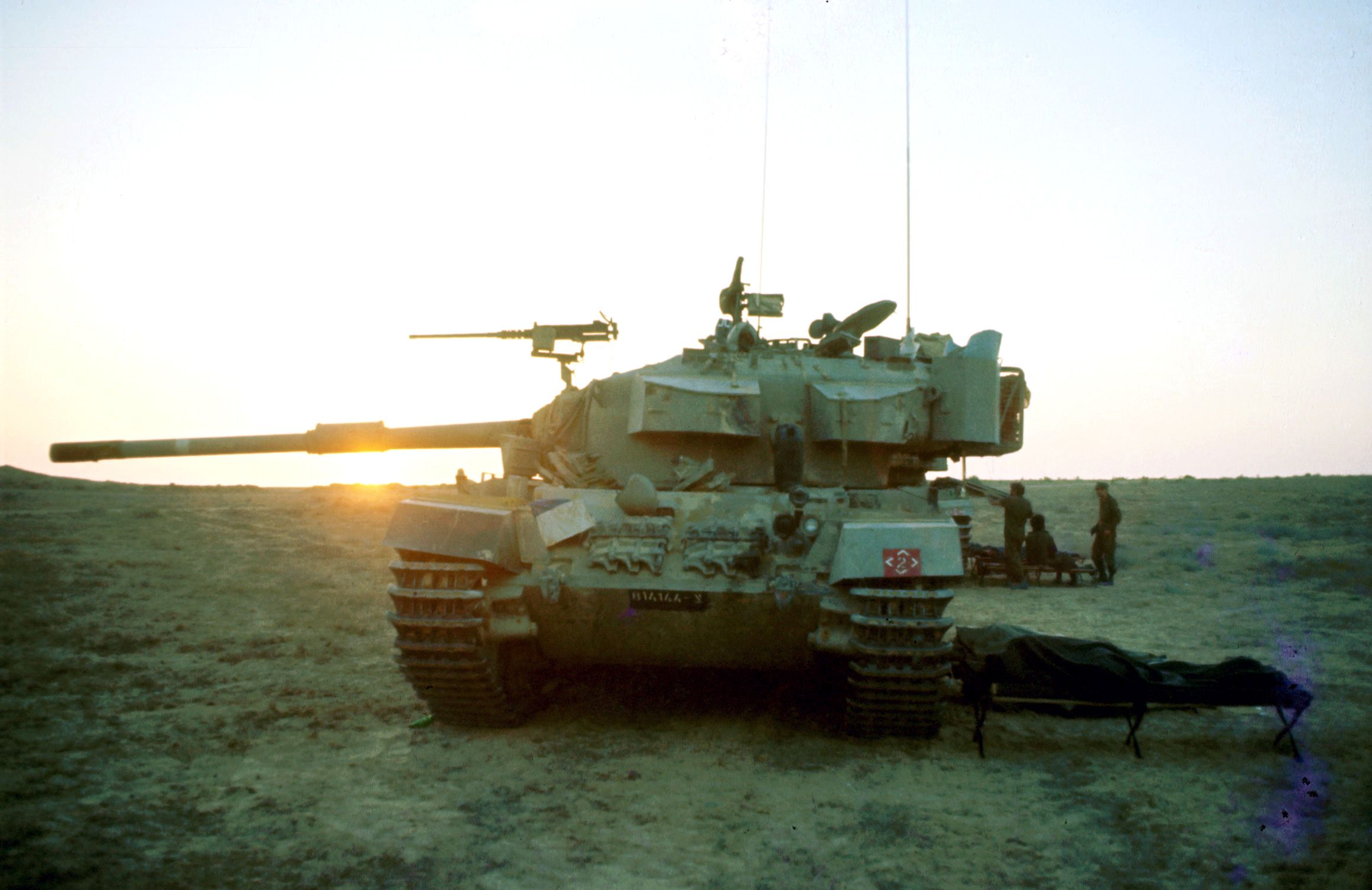
Ізраїльський Centurion у Війні Судного дня (1973)

Поява ефективних піхотних протитанкових засобів і безвідкотних гармат знову призвела до запитань про доцільність танків у країнах Заходу. На відміну від США, де після війни суттєво скоротили танкові війська, радянська армія зберегла великі бронетанкові сили. Їхня загроза для Європи зі зростанням напруження Холодної війни та ефективне застосування радянських танків військами КНДР для вторгнення в Південну Корею відновили зацікавленість у цьому виді техніки. Поява тактичної ядерної зброї в 1950-ті стала ще одним фактором для розвитку бронетехніки, оскільки вона була мобільна та менш вразлива, ніж піхота. Броньовані машини показали свою здатність діяти у відносній близькості до ядерних вибухів завдяки стійкості проти вибухів і захисту від зброї масового ураження.
Друга світова поклала кінець поділу танків на піхотні та крейсерські, однак країни ще деякий час розробляли важкі танки, як Conqueror, M103 та Т-10. Їхня доба завершилась у 1950-ті, коли технологічний поступ дозволив виконувати ті ж задачі за допомогою мобільніших і дешевших основних бойових танків (ОБТ), що поєднали в собі міцний захист та потужне озброєння важких і мобільність середніх танків. Іншим важливим уроком війни стало широке визнання того, що інші роди військ мають бути так само мобільними, як і танкові війська. Країни почали активно розробляти бронетранспортери та бойові машини піхоти для переміщення особового складу та підтримки. Не вийшли з ужитку легкі танки, призначені для розвідки та вогневої підтримки, як AMX-13, M41, Scorpion, ПТ-76, «Тип 62» тощо. Порівняно з ОБТ, ці машини мали легшу броню, менш потужне озброєння й вищу мобільність, деякі з них були амфібійними або авіадесантними.

Розроблення танків 1950-х (Centurion, M46, Т-54) в основному розпочалось наприкінці Другої світової. Вони мали озброєння калібру 84—100 мм та схожий рівень захисту з приведеною товщиною броні до 200 мм. Радянські танки були значно менші та легші, оснащені гарматами більшого калібру, однак програвали в ефективності боєприпасів і в порівнянні з американськими не мали віддалемірів, покладаючись на менш ефективну стадіаметричну шкалу. Під час Корейської війни (1950—1953), попри початково скептичне ставлення щодо застосування в гірському ландшафті, танки продемонстрували велику ефективність для підтримки піхоти, закріплення на висотах і знищення форпостів на великій відстані.

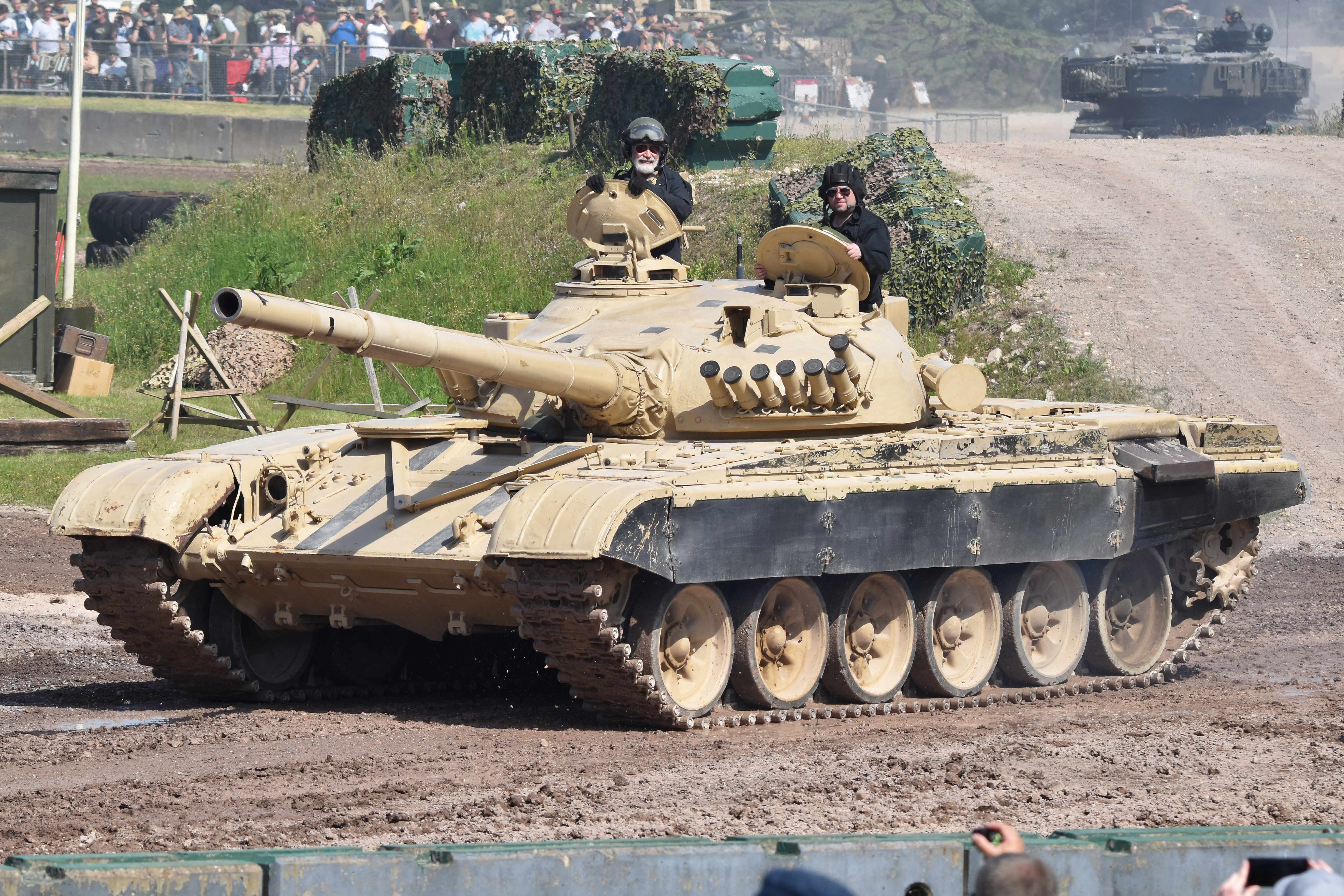
Радянський експортний Т-72М1

У 1960-ті Німеччина та Франція вирішили зосередитись на швидких, однак слабко броньованих танках, якими стали Leopard 1 та AMX-30 відповідно. Натомість новий британський танк Chieftain отримав міцне бронювання, 120-мм гармату та не дуже високі динамічні якості, а американський M60 був просто еволюційним розвитком M48. Західні танки у своїй більшості отримали ефективну британську 105-мм гармату L7. Радянські танки зберегли гарне бронювання за невеликої маси та розмірів, однак усе ще не мали віддалемірів. Т-62 вперше отримав гладкоствольну 115-мм гармату, призначену передусім для ведення вогню БОПСами. В другій половині 60-х у ХКБМ також розробили новітній танк Т-64, що отримав 125-мм гладкоствольну гармату з автоматом заряджання та композитне бронювання. Під час війни Судного дня (1973) Єгипет і Сирія застосували велику кількість радянських Т-54, Т-55 і Т-62 та комплексів «Малютка», тоді як Ізраїль мав приблизно втричі меншу кількість M48 та «Шот» і недостатню кількість протитанкових засобів, що чимось нагадувало потенційну війну в Європі. Західні танки, оснащені 105-мм гарматами та кращими прицільними засобами, мали більшу далекобійність, а також виявились значно надійнішими. Одним із головних факторів ізраїльського успіху стало те, що армія змогла ефективно використати танки в обороні Голанських висот і в наступі на Синайському півострові.
Війна Судного дня продемонструвала ефективність протитанкових ракет і підкаліберних снарядів, що призвело до появи в другій половині 1970-х нового покоління танків, оснащених багатошаровою бронею, 120 або 125-мм гладкоствольними гарматами та комп'ютеризованими системами керування вогнем (СКВ) з приладами нічного бачення та лазерними віддалемірами. Першими з'явились американський M1 Abrams, німецький Leopard 2, ізраїльська «Меркава», трохи пізніше — британський Challenger і французький Leclerc. В СРСР впродовж 1970-х на основі Т-64 було створено спрощений і здешевлений танк Т-72, доступний для експорту, та газотурбінний Т-80. Т-64Б і Т-80Б отримали в 1976 і 1978 роках кероване озброєння та СКВ 1А33, а в 1980-ті радянські танки почали отримувати динамічний захист. Радянська та західна школи танкобудування обрали різні підходи: західні танки використовували ручне заряджання, яке здійснює четвертий член екіпажу, натомість заряджання радянських танків здійснювалося за допомогою автомата заряджання, який, крім того, зменшує габарити й масу танків.[⇨]

### Після Холодної війни

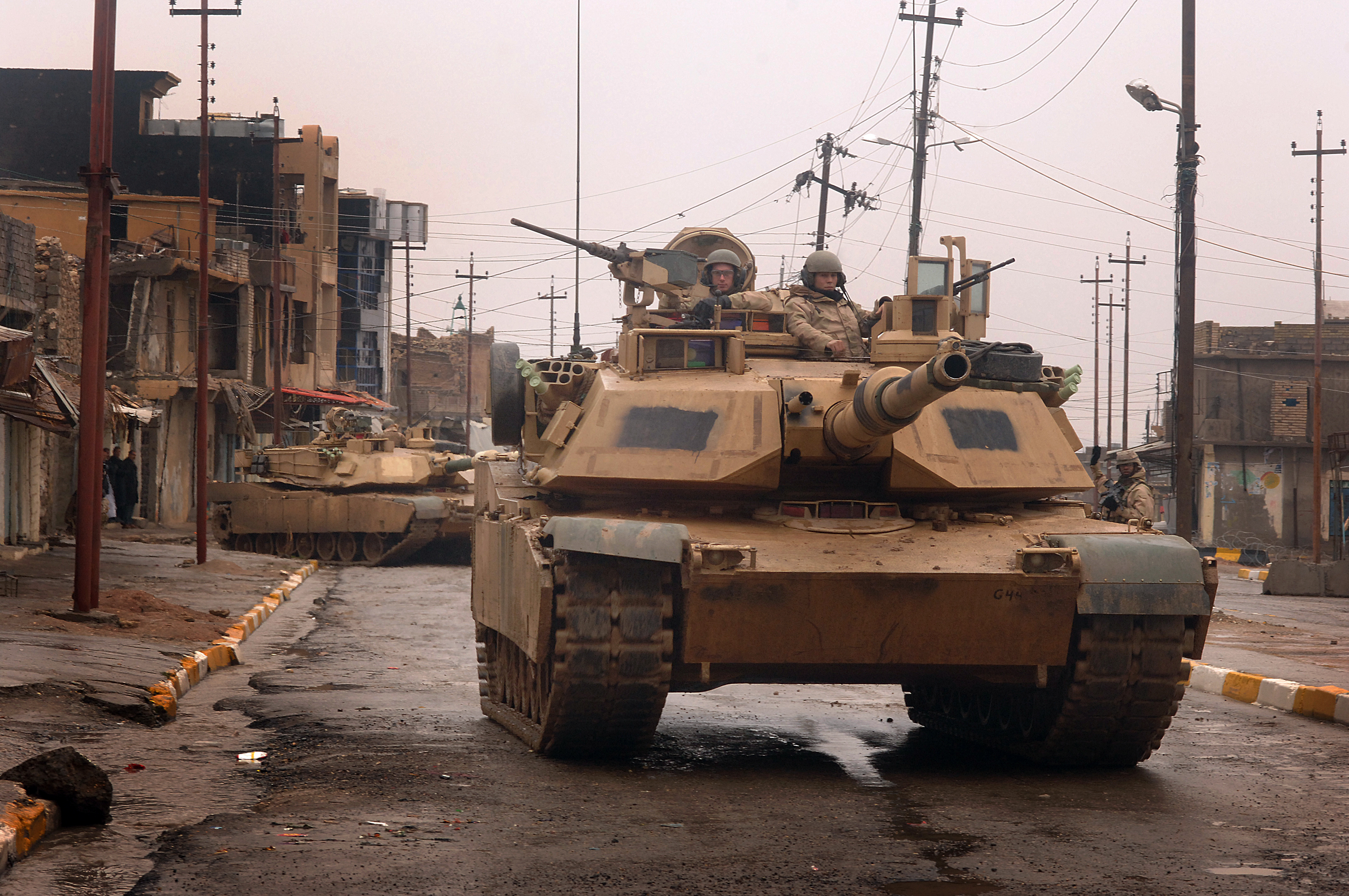
Американські M1A2 Abrams в Іраку (2005)

Послаблення міжнародної напруженості, договір про звичайні збройні сили в Європі та, зрештою, розпад СРСР, призвели до різкого зменшення збройних сил. Основні армії Західної Європи — Велика Британія, Італія, Німеччина та Франція — скоротили танкові війська, зберігши в результаті лише близько 200 машин кожна. Деякі країни, як Бельгія та Нідерланди, взагалі продали свої танки. Однак не всі країни так рішуче скоротили озброєння: суттєві сили залишили США, Росія, Туреччина, країни Близького Сходу, Індія, Китай, Пакистан тощо. В деяких країнах збереглося танкобудування, та було розроблено нові танки, зокрема, італійські Ariete, китайські «Тип 98», південнокорейські K2 Black Panther, російські Т-90, українські БМ «Оплот» і японські «Тип 10». З'явились і нові засоби для ураження танків, як комплекси Javelin, що атакують згори, у вразливий дах башти.
Упродовж кінця 1970-х і 1980-х технології танкобудування вийшли на плато, тож танки, розроблені в цей час, залишились основними на наступні три десятиліття. Після 1990 року не з'явилось нове покоління танків, натомість країни поступово модернізували наявну техніку. Наприклад, Leopard 2 у версії A5 (1995) отримав покращення броні та системи керування вогнем, A6 (2001) — подовжену з 44 до 55 клб гармату та протимінний захист, A7 (2014) — боєприпаси з програмованим підривом та низку інших змін, A8 (2024) — комплекс активного захисту EuroTrophy та інше. Ізраїльські танки «Меркава» з 2007 почали отримувати комплекс активного захисту Trophy, тоді як інші країни практично не робили цього до 2020-х років.
Операція «Буря в пустелі» (1991) стала тріумфом для Abrams. Завдяки ефективному плануванню, пануванню в повітрі та якісній перевазі в техніці війська антиіракської коаліції знищили понад 3 тисячі іракських танків, втративши лише кілька десятків одиниць. Попри першорядну роль повітряних сил, американські танки мали переваги в усіх аспектах, включно з тренуванням екіпажів, і не давали шансів іракським Т-72М1 вести вогонь у відповідь. Ця війна також стала першою, в якій танки постійно вели вогонь у русі. Вторгнення в Ірак 2003 року та подальші бойові дії (2004—2011) показали ефективність танків у міських умовах та під час протипартизанської боротьби. Танки виявились незамінними й у війні на сході України (2014—2021), де на розтягнутому фронті навіть невеликий танковий підрозділ міг завдати великих проблем противнику, а прикритий танком блокпост — стати серйозною оборонною позицією.
|         | USR    | RUS    | USA    | CHN   | UKR  | DEU  | ISR  | TUR  | PRK   | IND   | POL  | FRA  | GBR  |
| ------- | ------ | ------ | ------ | ----- | ---- | ---- | ---- | ---- | ----- | ----- | ---- | ---- | ---- |
| 1990/91 | 61 500 | —      | 16 156 | 7500  | —    | 5045 | 4288 | 3714 | 3400+ | 3150  | 2900 | 1340 | 1330 |
| 1994/95 | —      | 19 000 | 12 667 | 7500  | 4775 | 2695 | 4095 | 4205 | 3500+ | 2500+ | 1752 | 1016 | 918  |
| 2021    | —      | 13 530 | 6209   | 5650+ | 2119 | 323  | 1370 | 4378 | 3500+ | 4740  | 808  | 222  | 227  |

### Війни 2020-х років

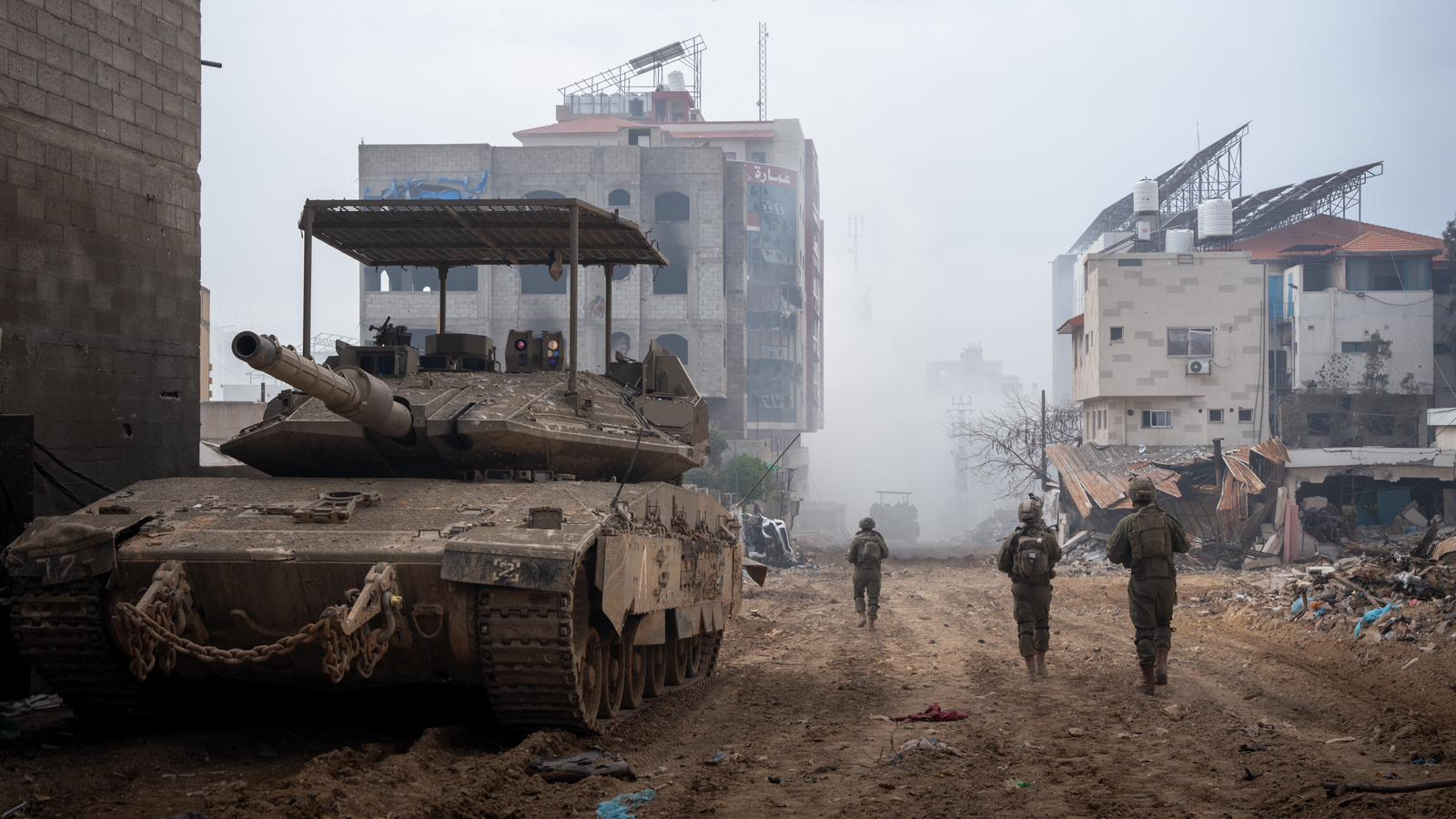
Ізраїльська «Меркава Барак» з КАЗ «Меїль Руах» і протидроновою решіткою (2024)

Важливими змінами на полі бою XXI століття стало активніше застосування високоточного озброєння та безпілотних літальних апаратів (БПЛА). Провісницею масового застосування БПЛА проти бронетехніки стала Друга карабаська війна (2020), в якій дрони, як Bayraktar TB2, легко виявляли та знищували вірменську техніку.
Упродовж кампаній 2022 — початку 2023 російського вторгнення в Україну російські війська зазнавали великих втрат у техніці через помилкове застосування та брак спільнодії військ, тоді як Україна застосовувала свої танки ефективніше. На цьому етапі танкові битви не були поширені, оскільки кількість танків на лінії фронту була невелика, а в позиційній фазі війни поширення безпілотників зробило ситуаційну обізнаність настільки високою, що масове скупчення техніки призводило до її швидкого знищення. З усім тим, танки залишились ключовими бойовими одиницями на полі бою для безпосередньої підтримки піхотних підрозділів за умови маскування та розосередження, оскільки жоден інший вид техніки не може забезпечити її так ефективно, особливо в наступі. Танк залишився найзахищенішою бойовою одиницею на полі бою, що має високу прохідність і вогневу потужність. Війна між Ізраїлем та Хамасом (з 2023) так само показала як вирішальну роль танків у міських боях, так і необхідність адаптувати застосування їх до сучасної війни безпілотників.
Масове застосування FPV-дронів та інших дронів-камікадзе в російсько-українській війні з 2023 року привело до нових технічних рішень. Набули поширення протидронові сітки й решітки для техніки. В Україні захисні решітки встановлювали й на західну техніку, як Challenger 2 та Abrams, а в Росії ввійшли в ужиток великі штурмові «танки-сараї» або «танки-черепахи», звичайні танки з великими надбудовами з підручних матеріалів. Як українські, так і російські танки почали отримувати засоби радіоелектронної боротьби (РЕБ), що придушують канали керування дронів. Встановлення решіток практикувалося й на ізраїльських танках «Меркава» під час війни в секторі Гази (з 2023).

### Перспектива

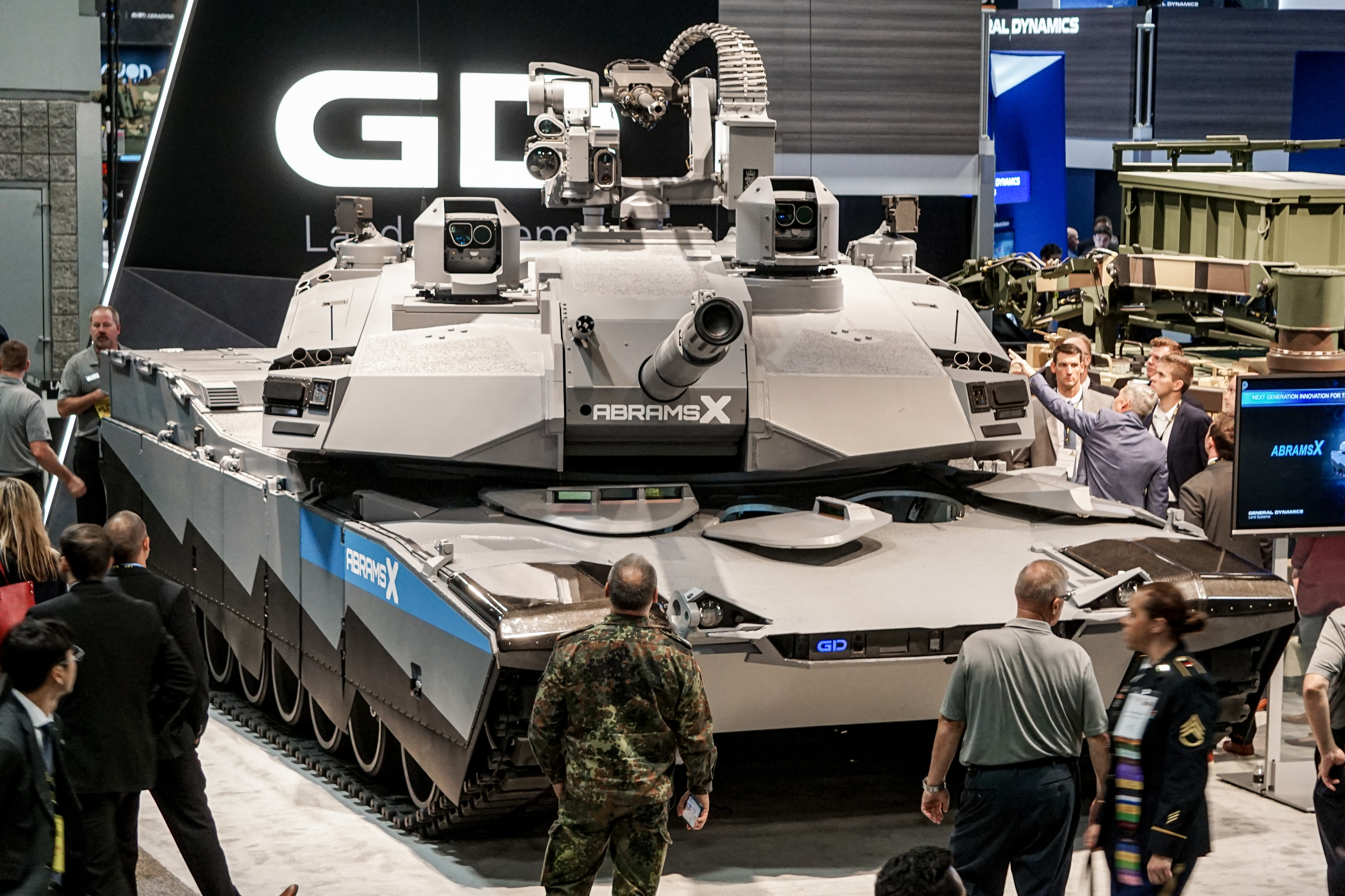
Демонстратор технологій Abrams X (2022)

Доцільність танка неодноразово ставили під сумнів після появи нових протитанкових засобів. Це почалось від самої його появи на полі бою, невдовзі після якої з'явились бронебійні кулі. Пізніше розвинулись протитанкові гвинтівки, під час війни в Іспанії в 1930-ті набула поширення ефективна протитанкова артилерія, а наприкінці Другої світової з'явились кумулятивні боєприпаси та ручні протитанкові гранатомети. В усіх цих випадках конструктори нарощували броню машин, залишаючи їх ефективними. У 1960-ті почали з'являтись протитанкові керовані ракети й протитанкові гелікоптери, захист від яких уже не можна було забезпечити потовщенням сталевої броні, однак з'явилась композитна броня, а пізніше — динамічний та активний захист. Подібні заяви лунали знову після Другої карабаської війни та початкового етапу російського вторгнення в Україну — в обох випадках танки без належного прикриття легко знищувались безпілотниками та сучасними ПТРК, як Javelin і Spike.

Сучасні танки передбачають інші танки в ролі головної загрози, тому за основне озброєння мають гладкоствольні гармати високої потужності, призначені передусім для ураження танків підкаліберними снарядами. Аналогічно, основне бронювання призначене для захисту від них і припадає переважно на лобову проєкцію. Російське вторгнення в Україну показало, що танкові дуелі є малоймовірними, тому й концепція озброєння та захисту потребує перегляду. Танки потребують рівномірнішого розподілу броні для захисту від дронів, а також системи, здатні такі дрони знищувати, як дистанційно керовані бойові модулі з кулеметами або автоматичними гарматами, причому останні потенційно можуть застосовувати снаряди з дистанційним підривом або генератором електромагнітного імпульсу. Також перспективними є лазерна та мікрохвильова зброя проти дронів. Розглядається можливість перенесення екіпажу з масивної башти в корпус, застосування повністю безекіпажних башт, що також може бути кроком і до безекіпажного застосування самих танків. Потрібне й посилення протимінного захисту, наприклад, за допомогою композитних матеріалів гусениць, кількох гусеничних обводів на борт абощо. Велика кількість електроприладів та електроніки може наблизити перехід до гібридної силової установки, в якій дизельний двигун відіграватиме роль генератора, заряджаючи акумулятори та подаючи струм до тягових електродвигунів.

## Визначення та класифікація

### Визначення

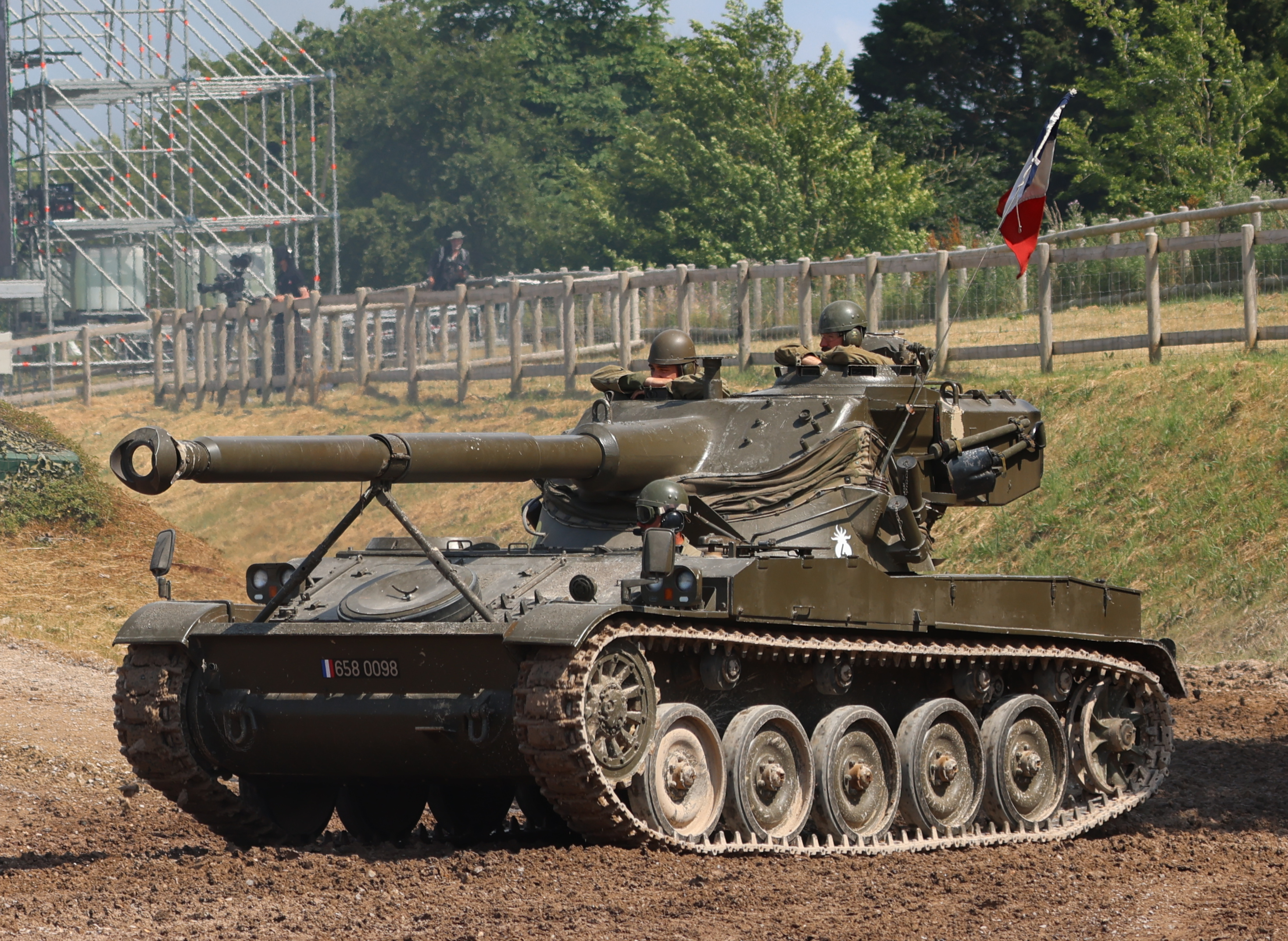
Легкий танк AMX-13

Єдиного точного визначення танка не існує, а думки дослідників суттєво різняться. Щодо конструкції традиційним є погляд, що танком слід вважати гусеничну машину, яка має бронювання, ефективне проти основних загроз на полі бою (окрім спеціалізованої протитанкової зброї), основним озброєнням якої є гармата в обертовій башті. Однак, оскільки такі риси можуть мати інші види техніки (наприклад, БМП та САУ), істотним також є призначення, яке полягає передусім в ураженні ворожих цілей вогнем прямим наведенням.
Не всі визначення містять у точності такі вимоги до конструкції. Наприклад, британський історик та інженер Річард Оґоркевіч виділяє безбаштові танки як різновид компонування. В Реєстрі звичайних озброєнь ООН «бойовим танком» називають гусеничну або колісну машину з вагою понад 16,5 тонн і гарматою калібру не менше 75 мм в обертовій башті. За цим означенням окремі «колісні танки», як Centauro, можуть вважатись бойовими танками.
Американський військовик та історик Ніколас Моран (знаний як The Chieftain) критикує визначення за конструкцією через те, що інші види техніки можуть відповідати таким критеріям, тоді як більшість танків Першої світової та шведський Strv 103 не мали башт. Він стверджував, що практичніше визначати танк суто через його призначення, як «засіб для доправлення гармати з точки А в точку Б, який дуже важко знищити».

### Класифікація
Практично всі сучасні танки є універсальними основними бойовими танками (ОБТ), що поєднують високі показники мобільності, вогневої потужності та захисту. Вони почали з'являтись після Другої світової та, мавши переваги середніх і важких танків, замінили собою обидва ці типи з 1950-х, однак не витіснили остаточно легкі танки зі слабшим захистом і більшою мобільністю, призначені для розвідки та вогневої підтримки.
Історично існували й інші різновиди танків і різні системи їх класифікації. За масою та розміром їх поділяли на танкетки / малі танки, легкі, середні та важкі. Класифікація за масою різнилась залежно від країни: наприклад, після Другої світової в США легкими вважали танки масою до 25 к.т, середніми — до 55 к.т., тоді як в СРСР ці межі складали 20 і 40 тонн відповідно. Основні задачі на полі бою зазвичай виконували середні танки, тоді як важкі типово були призначені для прориву підготованої оборони або далекобійної підтримки. Існували й експериментальні надважкі танки, найважчим працездатним з яких був німецький 188-тонний Maus. У міжвоєнний період був поширений поділ на крейсерські та піхотні танки, перші з яких були швидкі й слабко броньовані, а другі — повільні та добре захищені. Велика Британія зберігала цей підхід і під час Другої світової.

## Компонування та екіпаж

Компонування M4A4 Sherman: бойове відділення посередині, двигун у кормі, трансмісія та місце механіка-водія спереду

Більшість танків збудовані за класичною компонувальною схемою, в якій у передній частині танка міститься відділення керування, в середині розташоване бойове відділення з обертовою баштою, а в задній частині — моторно-трансмісійне відділення (МТВ), також знане як силове відділення. Танки після Другої світової типово мають екіпаж з 3 або 4 танкістів: механік-водій у корпусі; командир, навідник і заряджальник (якщо такий є) у башті.
Озброєння ранніх танків Першої світової розміщувалось у корпусі. Першим серійним танком з обертовою баштою став розроблений 1916 року французький Renault FT, а його компонування стало називатись класичним. Його башта вміщувала лише командира, який був змушений спостерігати за полем бою, командувати танком, наводити та заряджати гармату. В міжвоєнний період у багатьох країнах з'явилось розуміння, що для найбільшої ефективності командир має займатись лише спостереженням і командуванням, тож танки Другої світової зазвичай мали трьох осіб екіпажу в башті, але на відміну від сучасних танків, також мали додаткового члена екіпажу, який розташовувався в корпусі біля механіка-водія та керував курсовим кулеметом і радіостанцією. Більшість країн відмовились від цієї практики наприкінці війни або невдовзі після неї.
Розташування двигуна спереду було поширене історично, наприклад, на Medium A, Light Mark VI, AMX-13 тощо, а серед ОБТ представлене лише на ізраїльській серії танків «Меркава». Таке компонування надає екіпажу додатковий захист за допомогою двигуна, але ускладнює забезпечення двигуна місцями доступу, повітрозабірниками та системами охолодження без створення слабких місць; до того ж більша площа лобової броні робить танк важчим. Німецьким танкам ДСВ та американському M4 Sherman притаманна інша конфігурація, з двигуном ззаду й трансмісією спереду танка. Ця схема надавала кращий доступ для обслуговування трансмісії, спрощувала з'єднання для перемикання передач, але суттєво збільшувала висоту танка через необхідність проведення валу через усю довжину, тож після війни ця практика вийшла з ужитку з розвитком технологій.
Існували проєкти й серійні зразки з іншим компонуванням. Хоча визначення танка часто спирається на наявність обертової башти, більшість танків Першої світової та шведський Strv 103 таких не мали. Деякі дослідники вважають, що безбаштовими танками можна називати німецькі Sturmgeschütz та радянські СУ-85, оскільки вони входили в танкові підрозділи та виконували функції танків. Деякі танки мали основне озброєння в корпусі та башту з допоміжною гарматою меншого калібру, як французький B1 та американський M3. Окремі зразки танків (наприклад, AMX ELC, MBT-70, «Об'єкт 416») мали весь екіпаж у башті, що суттєво зменшувало висоту корпусу, але не набули поширення через проблеми з керуванням. Перспективним є розміщення екіпажу в корпусі та повна ізоляція озброєння від екіпажу, що можливо за допомогою зовнішнього монтування гармати (Т-74, Expeditionary Tank, M1128) або безекіпажної башти («Армата», KF51-U). Остання може також бути кроком до створення повністю безекіпажних танків.
Зовнішні елементи будови танка на прикладі Challenger 2
| A. Башта B. Корпус C. Забаштова ніша D. Силове відділення E. Нижня лобова деталь F. Верхня лобова деталь 1. Дзеркало MRS 2. Гармата 3. Ежектор 4. Димові гранатомети 5. Фари 6. Гусениця 7. Люк і перископ механіка-водія 8. Кріплення бульдозерного обладнання 9. Опорні котки 10. Тягове колесо 11. Бортові екрани 12. Місце для зберігання 13. Основний приціл навідника 14. Основний приціл командира 15. Люк і перископи командира 16. Резервний приціл 17. Тепловізійний приціл 18. Люк і кулемет заряджальника |

## Озброєння
Основною зброєю танка зазвичай є танкова гармата, призначена передусім для вогню прямим наведенням. Сучасні ОБТ мають нарізні або гладкоствольні гармати калібром від 100 до 125 мм, тоді як історично танки оснащувались гарматами менших калібрів або винятково кулеметами, в тому числі великокаліберними. Також існували машини, основним озброєнням яких були вогнемети, безвідкотні гармати, протитанкові керовані ракети тощо. Більшість танків додатково озброєні одним чи кількома кулеметами.

### Танкова гармата

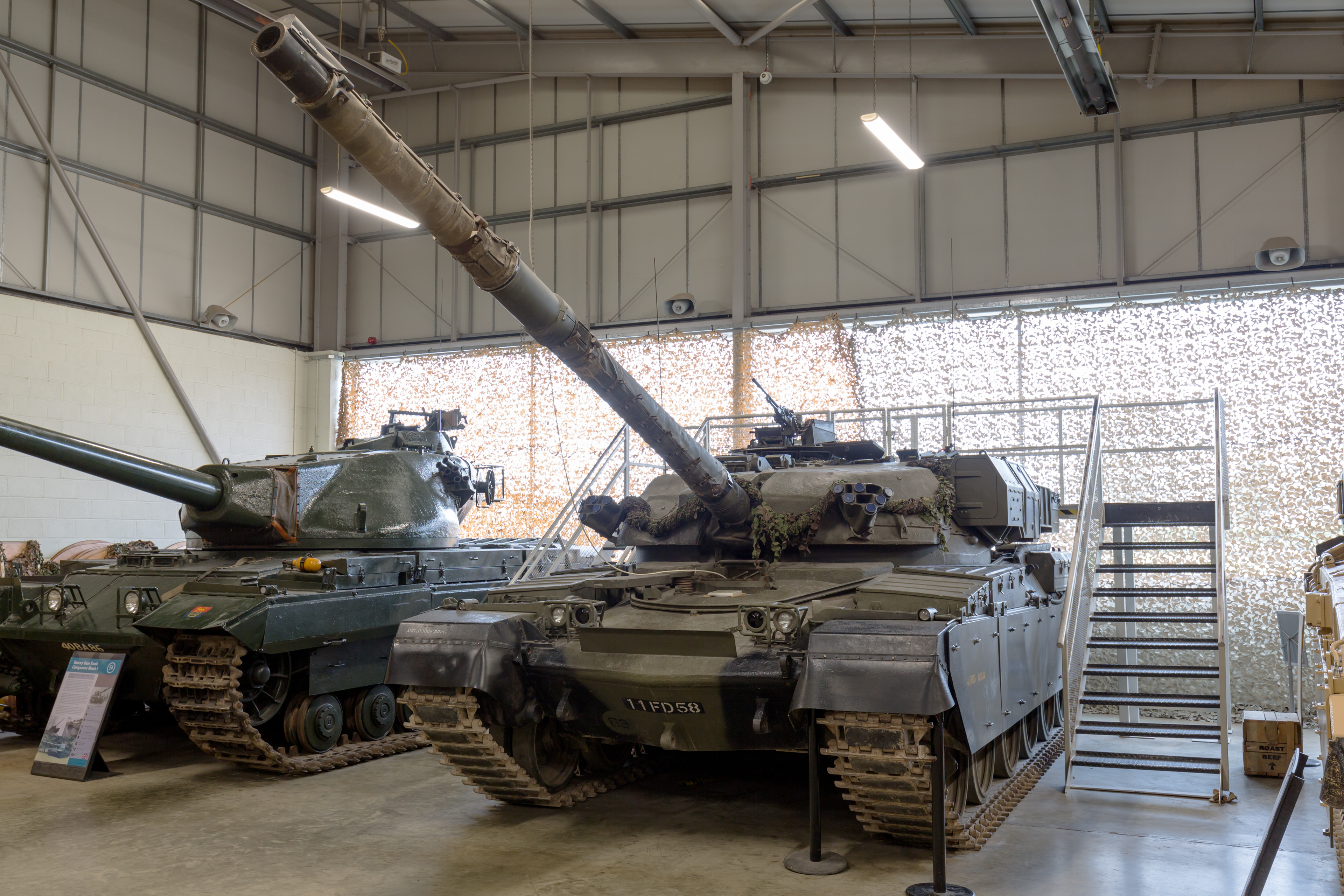
120-мм нарізна гармата танка Chieftain, на якій видно ежектор, теплозахисний кожух і відбивач Система вимірювання вигину ствола

Перші танки мали кулемети або 37—75-мм гармати для боротьби з особовим складом та укріпленнями. В міжвоєнний період з'явилась потреба боротись із ворожими танками, тому вони були оснащені переважно бронебійними гарматами калібрів 37—47 мм, рідше короткоствольними 75 або 76-мм. Протягом Другої світової разом зі зростанням товщини броні зростала й потужність озброєння: спочатку з'явились довгоствольні (40—70 клб) гармати калібру 57—76 мм, а потім і більших калібрів, 85—90 мм (Т-34-85, Tiger, M26 Pershing) та навіть 122 мм на ІС-2. Радянські Т-54 отримали 100-мм гармату, а на західних танках з кінця 1950-х стандартом стала британська 105-мм гармата L7.
З 1960-х в СРСР і з 1970-х на Заході почали набувати поширення гладкоствольні танкові гармати, в яких стійкість польоту снаряда забезпечується не обертанням, а оперенням. Першим танком з таким озброєнням став 1965 року радянський Т-62 зі 115-мм гарматою. Впродовж 1970-х в СРСР та на Заході поширились такі гармати калібром 120—125 мм (2А46, Rh-120), які донині встановлюються практично на всі ОБТ більшості країн світу. Винятком є британські Challenger 1 і 2 з нарізними 120-мм гарматами. Ефективна віддаль пострілу залежить від гармати й боєприпасу, типово складаючи 2—5 км.
Гармати більших калібрів (130—155 мм) для танків проєктували ще з Другої світової. До таких ідей неодноразово повертались пізніше, однак вони не набули поширення, позаяк 120—125-мм гармати вважались достатніми. На думку фахівця бронетанкової галузі Сергія Березуцького, гармати калібру 130 і 140 мм, які показують на виставках, нині є безперспективними, оскільки танкові дуелі стали рідкісними. Найбільший коли-небудь випробуваний калібр танкової гармати складав 183 мм на британській дослідній машині FV 215 у 1950-ті. Були й спроби створення зброї з іншими способами метання снаряда, як гармати з рідким пропелентом, електромагнітні та електротермічні гармати тощо.
Танкова гармата може мати як унітарне (L7, Rh-120), так і роздільне заряджання (2А46, L30), причому боєприпаси сучасних гармат зазвичай мають частково горючі гільзи. Для зменшення сили відбою гармати мають противідкотні пристрої. Рідше встановлюють дулові гальма, що переспрямовують потік порохових газів при пострілі вбік та/або назад. Дулове гальмо, однак, сильніше демаскує машину й посилює небезпеку для піхоти біля танка, тому на ОБТ їх не застосовують. На стволі гармати зазвичай встановлюють ежектор, що витягує порохові гази зі ствола, а також теплозахисний кожух, що зменшує вплив погодних умов на вигин ствола.

#### Боєприпаси

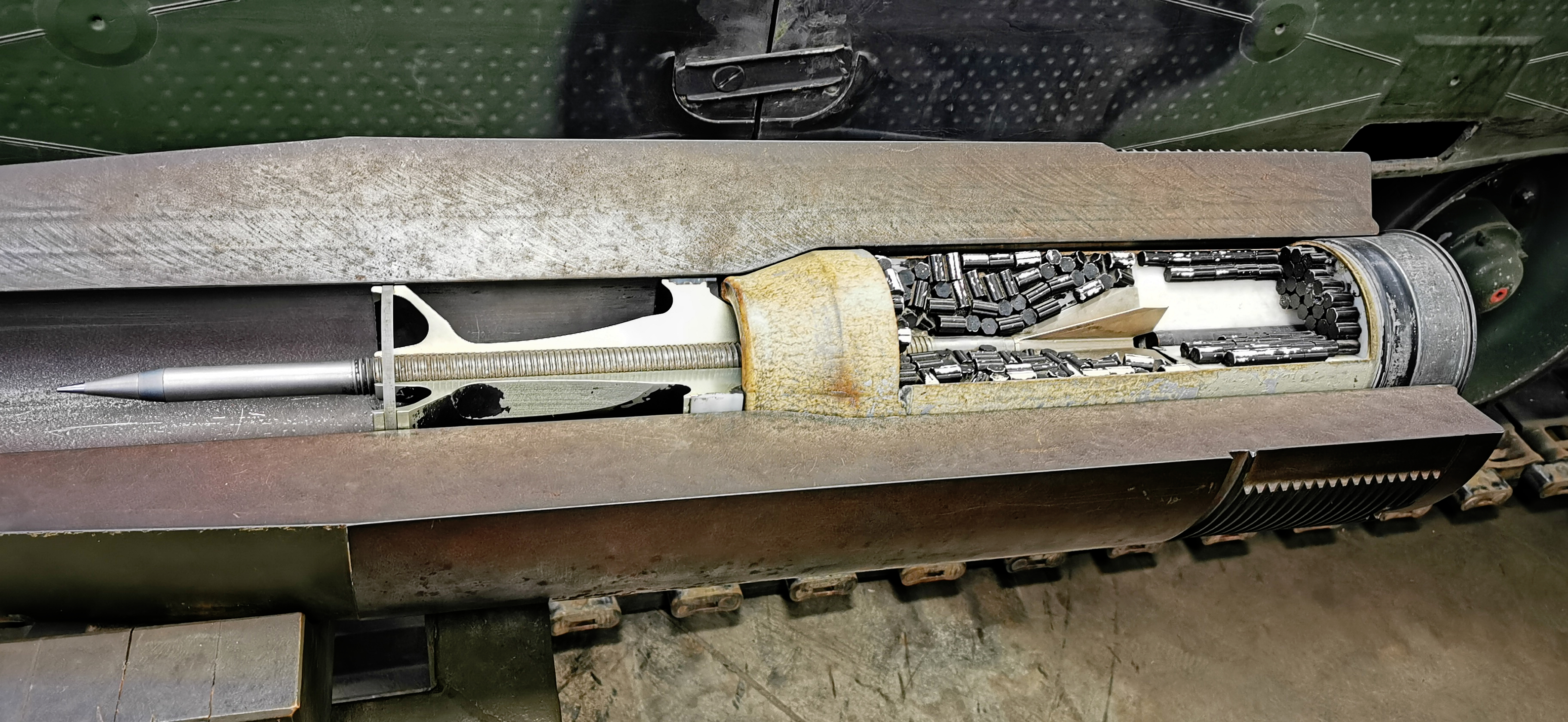
120-мм гармата та БОПС у розрізі. На фото добре видно довжину снаряда, що частково заходить у гільзу

Попри велику кількість типів боєприпасів, обмежена місткість боєкомплекту робить бажаним використання якнайменшого асортименту універсальних снарядів. Сучасні західні гармати (як Rh-120) можуть обходитись двома типами: бронебійні оперені підкаліберні (БОПС, APFSDS) для боротьби з танками та багатоцільові кумулятивні (HEAT-MP) для інших цілей.
До Другої світової танки для боротьби з іншими танками покладались передусім на суцільні або каморні бронебійні снаряди (англ. AP, AP-HE). Під час війни з'явились ефективніші снаряди з бронебійними наконечниками (APC, APCBC та інші) та підкаліберні снаряди (AP, APDS), а з 1970-х основними протитанковими боєприпасами стали бронебійні оперені підкаліберні снаряди (БОПС). Ці боєприпаси також розвивались, все більше видовжуючись: від їхньої появи співвідношення довжини до калібру зросло з 10:1 до 32:1. Наприклад, на вильоті з дула гармати Rh-120 L/55 сучасний БОПС має швидкість і 1750 м/с та енергію 12,5 МДж.
Оскільки кінетичні снаряди неефективні проти живої сили, танкам необхідні інші різновиди боєприпасів. Найпоширенішими для цих задач були уламково-фугасні (HE). З 1970-х вони почали виходити з ужитку в країнах Заходу на користь більш універсальних багатоцільових кумулятивних, але застосовуються й донині, як німецький DM11 з програмованим підривом. Радянські танки, в тому числі Т-64 й Т-72, зберегли цей вид боєприпасів як один з основних. Велика Британія традиційно використовує бронебійно-фугасні снаряди (HESH). Існують також спеціальні різновиди, як димові та освітлювальні.

#### Заряджання та розміщення боєкомплекту

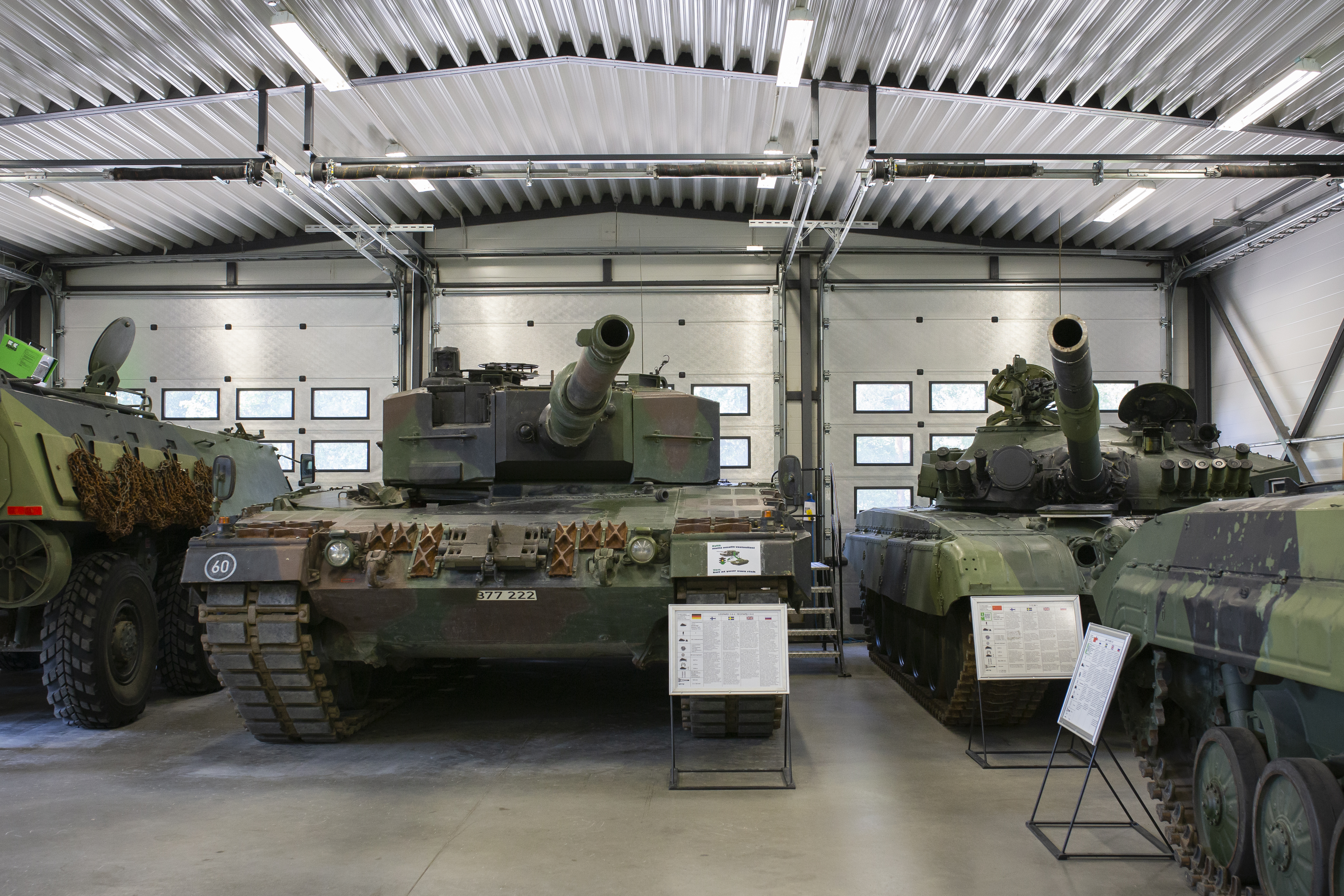
Leopard 2A4 та Т-72М1. Можна зауважити менший розмір радянського танка завдяки автомату заряджання.

Сучасні танки не завжди мають автомат заряджання (АЗ). Ручному заряджанню типово надають перевагу в танках західного зразка, таких як Abrams, Leopard 2 та Challenger 2. Винятками серед західної школи є французький Leclerc, японські «Тип 90» й «Тип 10» та корейський K2, які мають АЗ в забаштовій ніші.
Від початку всі танкові гармати заряджали вручну. Спроби створення автоматів заряджання (АЗ) почались під час Другої світової, однак першим серійним танком з АЗ став французький легкий танк AMX-13 на початку 1950-х. Повністю автоматичне заряджання вперше реалізували на шведському безбаштовому Strv 103, а повністю автоматичне заряджання разом з обертовою баштою було запроваджено на радянському Т-64. Починаючи з Т-64, 125-мм гармата та АЗ в кошику башти стали характерною рисою радянського танкобудування, їх також було встановлено на Т-72, Т-80 та їхні наступники після розпаду СРСР. Китайський «Тип 98» також має АЗ.
Питання щодо переваг і недоліків ручного заряджання залишається відкритим. Застосування АЗ робить танки легшими й компактнішими (до прикладу, сучасні танки з АЗ важать близько 40—55 тонн, а без — 60—80), оскільки не потрібно виділяти простір для додаткового члена екіпажу. Також автомат забезпечує стабільнішу та вищу швидкострільність, що складає до 8 п/хв для Т-72 проти 4 для Abrams. У танків з забаштовим автоматом вона ще вища, близько 10-12 п/хв. Ручне заряджання, однак, теж має певні переваги, які є причиною його використання. По-перше, заряджальник може здійснити перші кілька пострілів швидше за автомат, для Abrams це складає близько 3 пострілів за 15 секунд. По-друге, екіпажу з чотирьох осіб значно простіше обслуговувати машину.
Розташування боєприпасів у танку впливає на ймовірність виживання. Основний бойовий комплект (БК) сучасних танків типово розміщується або в кошику башти, або в забаштовій ніші. Обидва розташування мають свої переваги та недоліки: боєукладка в ніші розташована вище, тож її легше уразити, але її також легко відокремити від екіпажу. Натомість розташування в кошику башти зменшує внутрішній об'єм і практично унеможливлює відокремлення від екіпажу. Неізольований БК може призвести до детонації, результатом чого часто є загибель екіпажу та повне знищення, нерідко зі зривом башти. Особливо схильні до цього танки радянської школи, оскільки БК в них перебуває безпосередньо у бойовому відділенні. Танки західної школи мають основний боєкомплект у забаштовій ніші, зазвичай ізольований і оснащений вибивними панелями, однак теж перевозять значну частину снарядів в корпусі, хоча на практиці їх можна й не брати в бій. Повністю ізольованим боєкомплект є тільки в Abrams.

#### Прицілювання та керування озброєнням

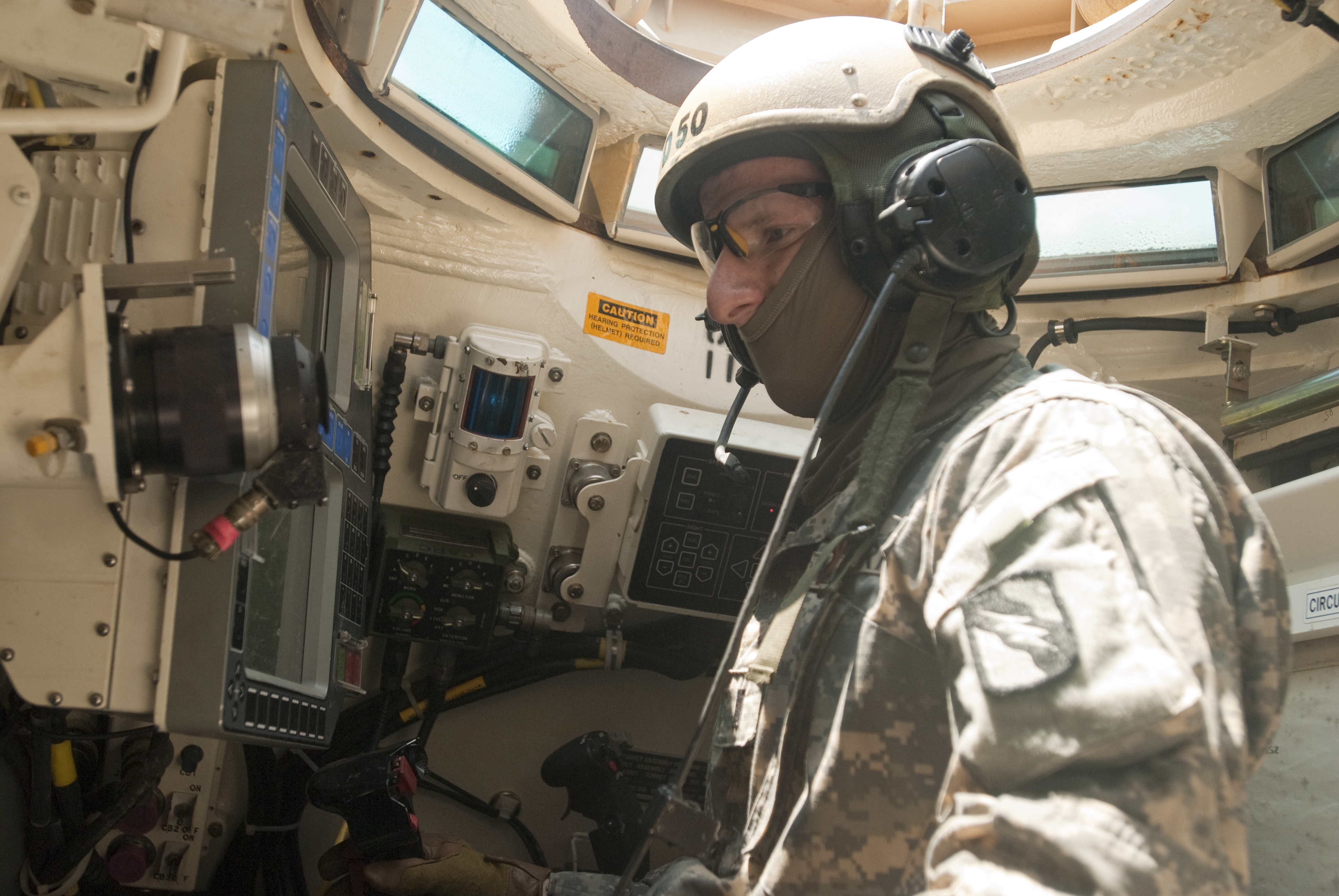
Робоче місце командира M1A2 Abrams

Перші танки мали механічні або найпростіші телескопічні приціли, однак жорстке з'єднання з гарматою було незручним для навідника. З 1930-х почали з'являтись зручніші перископічні та шарнірні телескопічні приціли. З далекобійністю гармат зростало й оптичне збільшення прицілів, що складало типово 2,5× перед Другою світовою, 4—6× під час війни, а на сучасних танках воно зазвичай змінне (3 та 10× на ранніх Abrams) або панкратичне (від 3,9 до 7× на Т-64Б). При веденні вогню необхідно враховувати низку поправок, передусім відстань до цілі. В ранніх танках віддаль визначали на око, однак після Другої світової цього вже було недостатньо, тому з'явились кращі способи, як стадіаметричні шкали на Т-54 і Т-62 та пристрілювання кулеметом на Centurion. Натомість у США та інших країнах, починаючи з M47 (1952), встановлювали ефективніші оптичні віддалеміри, тоді як в СРСР вони вперше з'явились на Т-64. З 1970-х й донині вимірювання віддалі здійснюється лазерними віддалемірами. Крім того, впродовж історії розвивались технології, що дозволяли танкам ефективно діяти вночі.[⇨]
Перші танки мали вертикальне наведення за допомогою плечового упору, а горизонтальне — простим штовханням башти. В 1930-ті вони почали виходити з ужитку на користь ручної зубчастої передачі. Перед Другою світовою і під час неї набули поширення електричні та гідравлічні приводи для обертання башти, а пізніше й для вертикального наведення. Стабілізацію гармати вперше застосували на M4 Sherman, однак значного впливу вона не показала, й на американських, німецьких і французьких танках до 1970-х гармати були не стабілізовані. Натомість британські та радянські танки, починаючи з Centurion і Т-54Б, мали стабілізацію як горизонтального, так і вертикального наведення.
Паралельно з лазером з 1970-х почали з'являтись системи керування вогнем (СКВ) з електронними балістичними обчислювачами, здатними передавати значення віддалі прямо в приціл, таким чином, що навідник міг залишати перехрестя прицілу на цілі. Крім того, вони могли враховувати багато інших факторів, як погодні умови, нахил машини, зношення каналу ствола та бічне випередження рухомої цілі. СКВ 1970-х змінили підхід до співзалежності гармати й прицілу: якщо раніше приціл показував точку, куди спрямована гармата, то в сучасних системах гармата автоматично підлаштовується під точку, куди навідник спрямовує прицільну мітку. Сучасні приціли також мають стабілізоване поле зору. Оскільки ствол не є ідеально прямим і дещо вигинається при нагріванні, то на деяких танках також використовують системи вимірювання вигину ствола, що зазвичай складаються з лазерного випромінювача біля маски гармати та дзеркала біля дулового зрізу.

### Допоміжне озброєння

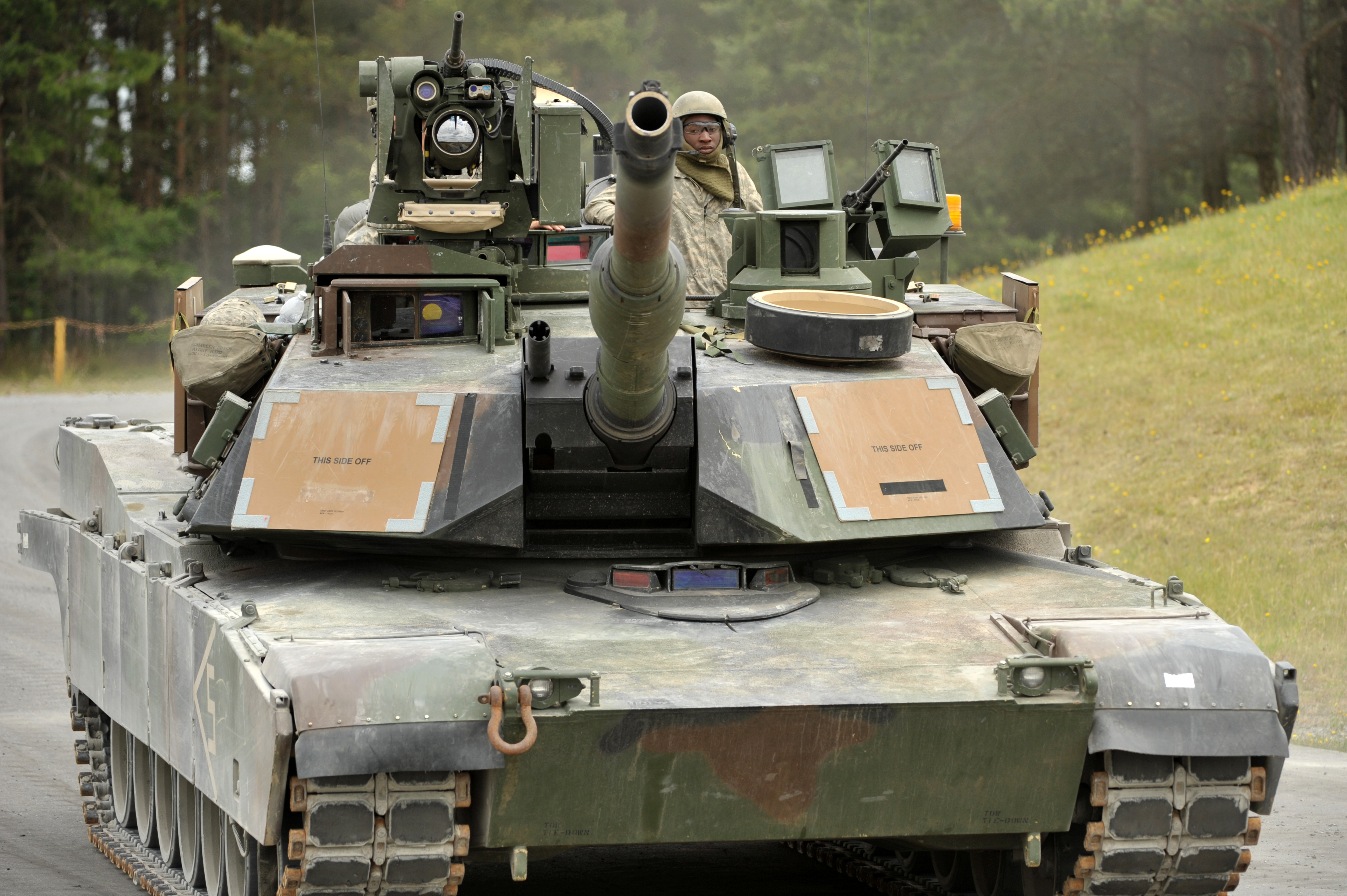
Abrams M1A2 SEPv2: видно 12,7-мм у бойовому модулі, 7,62-мм кулемет заряджальника зі щитком і спарений кулемет біля гармати

У 1930-ті набула поширення концепція багатобаштових танків, які крім основної башти мали одну чи кілька менших для ведення вогню в кількох напрямках одразу. Наприклад, такі башти були на радянських Т-28, Т-35 та британських Crusader. З 1930-х поширилось встановлення в передній частині корпусу курсового кулемета, вогонь з якого вів додатковий член екіпажу, розміщений біля механіка-водія. Такий кулемет був присутній на більшості танків Другої світової, але наприкінці війни від нього почали відмовлятись, скорочуючи екіпаж до 4 осіб. Відтоді на танках у більшості випадків залишився лише спарений з гарматою кулемет, допоки не ввійшов до вжитку зенітний. Встановлення кулемета на башті вперше почали практикувати на американських танках Другої світової для захисту від літаків, але широкого вжитку вони тоді не набули.
Сучасні танки мають різні конфігурації допоміжного озброєння на башті. Так, радянські танки типово мають 12,7-мм зенітний кулемет, причому з установок Т-64 й Т-80УД командир танка може вести вогонь без відкривання люка, а на Т-72 й Т-80 установки відкриті. На Leopard 2, Challenger 2 та «Меркаві» присутні від 1 до 3 7,62-мм кулеметів біля люків членів екіпажу. Abrams має біля люка командира 12,7-мм кулемет, з якого можна вести вогонь зсередини танка, та біля люка заряджальника 7,62-мм, причому в комплекті TUSK другий отримує захисні щитки. Деякі танки штатно або додатково отримують дистанційно керовані бойові модулі: наприклад, їх встановлено на Abrams SEPv2, Abrams M1A1 SA-UKR, Leopard 2A7+, Leclerc XLR та Т-90М.

### Інші види озброєння
В 1950-ті розпочались спроби оснащення танків протитанковими керованими ракетами (ПТКР). Вперше ПТКР встановили на танк у Франції, де модифікований AMX-13 отримав ракети SS-11 на зовнішньому кріпленні. В США ця ідея була втілена у формі короткоствольних 152-мм гармат для M60A2 та легкого Sheridan для ведення вогню ракетами Shillelagh. У СРСР розроблення таких систем почалось з 1960-х, що випливло в цілу серію ракет різних калібрів для запуску через ствол, від 100-мм для Т-55 до 125-мм для Т-90; першим з них став Т-64Б 1976 року. Існували й повністю ракетні танки, не оснащені гарматами, як радянський ІТ-1 та ізраїльський «Перег», однак ПТКР в ролі основного озброєння переважно встановлюють на легку бронетехніку.
Під час Першої світової з'явилися перші ідеї створення вогнеметних танків, однак їхнє виробництво та бойове застосування розпочалося у 1930-ті. Упродовж Другої світової США активно застосовували в Тихоокеанській кампанії модифіковані M3 та M4, а після того — у джунглях В'єтнаму — M67, який став останнім вогнеметним танком США. Велика Британія в роки ДСВ використовувала Churchill Crocodile з вогнеметом у корпусі та окремим причепом для пального. Радянські війська масово застосовували в роки Другої світової танки ОТ-34 та створили після війни низку зразків, як ТО-54 й ТО-55.
На танки встановлювали й інші різновиди зброї. Наприклад, ізраїльські «Меркава» Mk 2 та 3 мали 60-мм міномети, здатні вести вогонь освітлювальними та фугасними мінами на відстань до 3 км. Перспективний танк Panther KF51 може оснащуватись пусковою установкою для дронів-камікадзе HERO 120.

## Захист
Сучасні танки мають композитну броню зі сталевих та неметалевих елементів, що працюють ефективніше за звичайну броньову сталь. Розвинений багатошаровий захист може включати тонкий зовнішній шар твердої сталі й динамічний захист, за якими йде основна композитна броня. Рівень бронювання сучасних танків може досягати 900 і 1000 мм RHAe проти БОПСів і кумулятивних снарядів відповідно.

### Пасивний захист

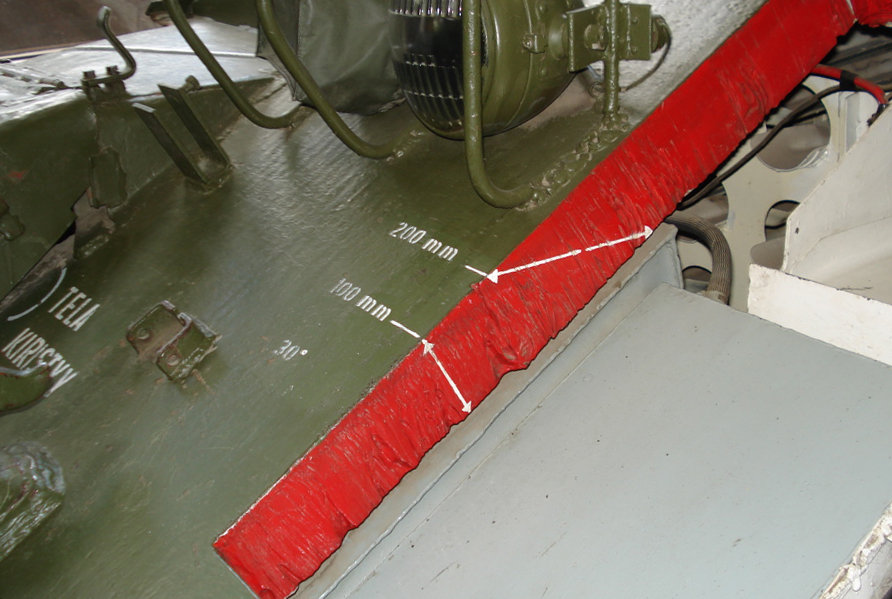
Зріз лобової броні Т-54, видно вплив нахилу на ефективну товщину броні

Перші танки мали сталеву броню завтовшки до 12 мм. І хоча французькі Renault FT мали 22-мм листи в деяких місцях, інші танки протягом тривалого часу мали значно тоншу броню, що в міжвоєнний період складала в середньому 14-15 мм. З розвитком танків товщина броні зростала. На початку Другої світової швидкі танки мали максимальну броню до 30 мм, а найбільш захищені Matilda та КВ-1 — до 78 мм. Зростання продовжувалось під час війни, досягаючи 100, 120 та 180 мм для таких танків, як Panther, ІС-2 та Tiger II відповідно. Післявоєнні танки отримали до 200 мм лобової броні башти, а з урахуванням нахилу, горизонтальна товщина могла досягати 400 мм.
Початково броня являла собою тонкі сталеві пластини, скріплені між собою болтами або заклепками. З розвитком технологій, в середині 1930-х на заміну скріпленню пластин прийшли лиття та зварювання, які дозволяли робити броню товщою. Спочатку використовувалась загартована або цементована сталь, зовнішній шар якої був твердіший, але попри вищі балістичні якості, її загалом відкинули в 1930-ті на користь дешевшої й технологічнішої гомогенної сталі, відлитої чи катаної. Також на захист впливають раціональні кути нахилу броні, які набули широкого поширення під час Другої світової. З внутрішнього боку броні зазвичай встановлено підбій, який захищає екіпаж від уламків, що відколюються від броні при влучанні снаряда.
Подальше потовщення гомогенної броні не було практичним, позаяк робило танки занадто важкими, а кумулятивні боєприпаси, що з'явились наприкінці Другої світової, мали високу бронепробивність. Наприклад, реактивна граната Panzerfaust могла пробити 200 мм броні, а керована ракета SS-10, введена 1953 року, пробивала до 400 мм. Це привело до появи композитної броні, що крім сталі містить інші матеріали. Попри піонерство США в дослідженнях на цю тему, M60 не отримав такого захисту, і вперше комбіновану броню втілили в СРСР для танка Т-64, лобова деталь якого містила шар склотекстоліту між двома шарами сталі, а башта — ультрапорцелянові вставки.
Нові танки з кінця 1970-х отримали ефективніші різновиди композитної броні, як британська «Чобгем», використана на Challenger 1 та M1 Abrams. Її захист проти кумулятивних снарядів удвічі перевищує сталеву броню за однакової маси. В 1980-ті така броня з'явилась і на радянських танках: Т-72Б отримав броню з відбивальними пластинами, а Т-80У та УД отримали дорожчу броню з комірчастим наповнювачем. Перша подібна до «Чобгем», вона використовує паралельні пластини зі сталі та гуми. Броня з комірчастим наповнювачем складається з невеликих замкнених металевих комірок з полімерним наповнювачем, при пробитті яких кумулятивний струмінь утворює хвилі, які відбиваються від стінок і руйнують струмінь. Ці різновиди комбінованої броні називають напівактивною бронею або невибуховим динамічним захистом, оскільки вона використовує енергію снаряда проти нього самого.
Легкі танки можуть використовувати алюмінієву броню, прикладами є Sheridan і Scorpion. Бронювання легкої бронетехніки може також бути комбінованим, наприклад, із застосуванням твердої кераміки разом з алюмінієм.

### Рознесена броня
Додатковий захист від кумулятивних снарядів можуть забезпечити екрани або протикумулятивні сітки. Перші розраховані на те, щоб снаряд здетонував раніше та втратив частину пробивної здатності, що не працює для легкоброньованої техніки, але може спрацювати для броні танка; зокрема, це є одним із призначень бортових екранів з прогумованої тканини на радянських танках, як Т-80. Другі розраховані на пошкодження боєприпасу так, щоб він не спрацював; наприклад, це може статись за розриву електричного кола між контактним детонатором та запалом вибухової речовини. Ефективність решіток складає близько 60 %. Існують інші подібні засоби, як підвішені ланцюги на баштах ізраїльських танків «Меркава».

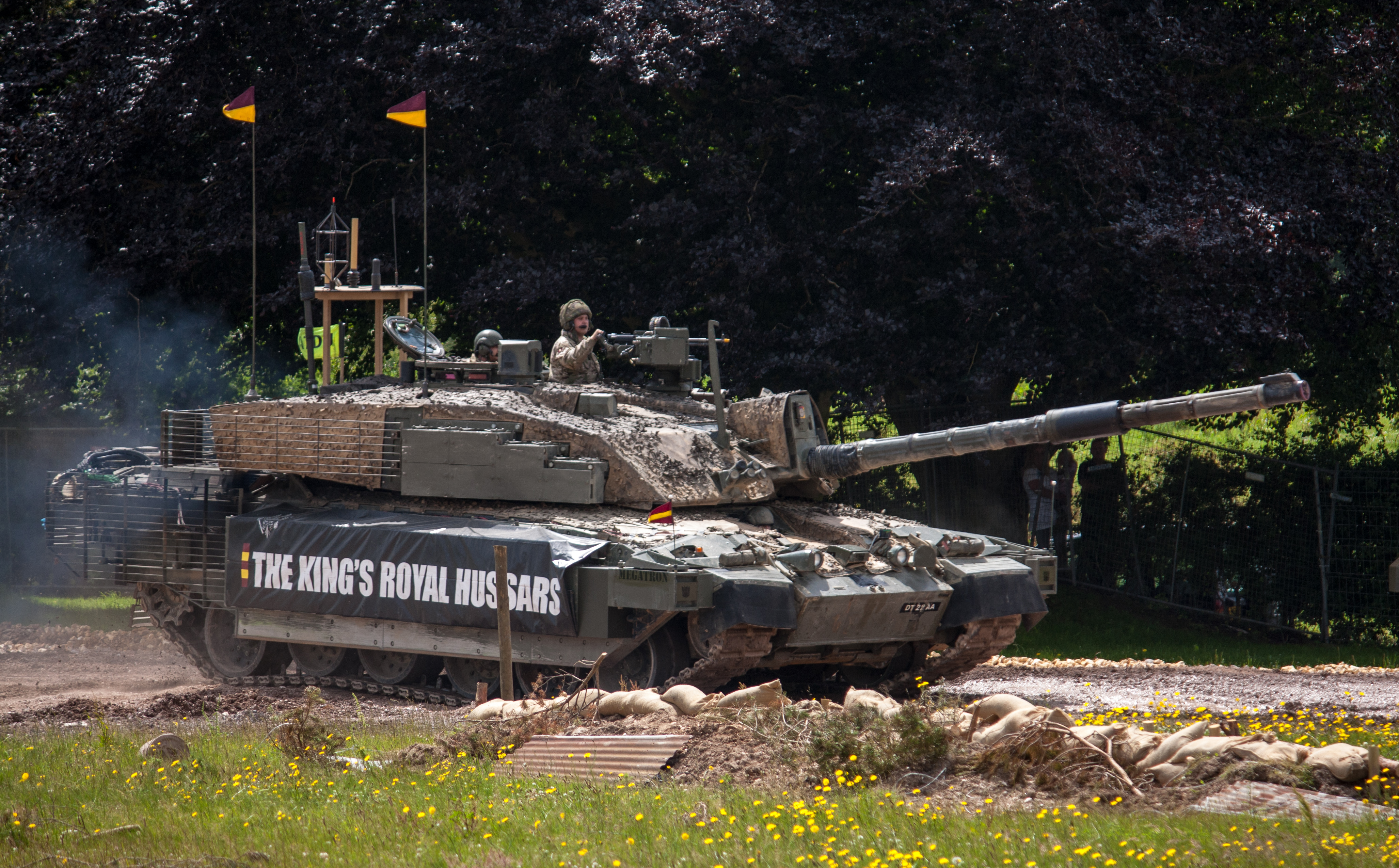
Challenger 2 з блоками динамічного захисту та протикумулятивними решітками

Спроби використати екрани чи сітки проти кумулятивних снарядів з'явились під час Другої світової. В 1944 році американці експериментували з різними способами захистити танки, в тому числі й за допомогою сіток, але під час війни так і не було знайдено ефективного захисту. Американська армія використовувала жорсткі решітки на катерах під час В'єтнамської війни, а радянська армія робила те саме на танках у війні в Афганістані. Попри це, повноцінного поширення решітки набули лише під час війни в Іраку з 2003 року, передусім для захисту від РПГ-7. Відомим прикладом є «мангали», що використовували росіяни на перших етапах вторгнення в Україну у 2022. Ці решітки мали виконувати роль захисту від Javelin, або, за іншими припущеннями, від гранатометів в міських умовах, однак їхня ефективність була сумнівною. Подібні решітки набули широкого поширення знову після появи FPV-дронів.[⇨]

### Динамічний захист
Типовий елемент вибухового динамічного захисту (ВДЗ) складається з металевих пластин і вибухового наповнювача між ними. При влучанні боєприпасу вибухівка детонує, перетинаючи кумулятивний струмінь металевими пластинами й деформуючи його. Існують інші способи дії, наприклад, український «Ніж» складається з кількох кумулятивних зарядів, що розрізають кумулятивний струмінь або підкаліберний снаряд.

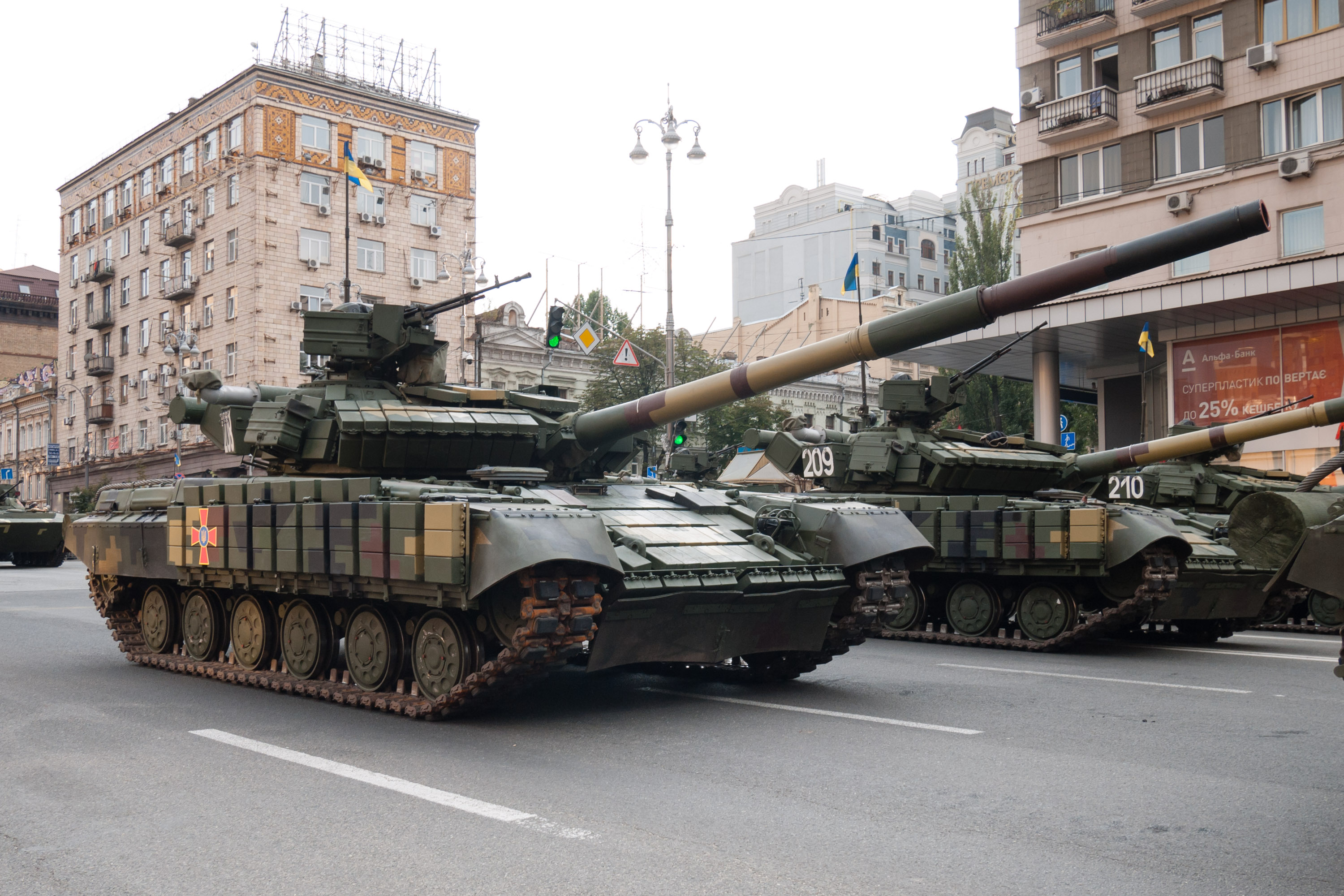
Українські Т-64БВ зр. 2017, обладнані контейнерами ДЗ «Контакт-1»

Динамічний захист розробляли в СРСР з 1949 року, а також паралельно його досліджував німецький інженер Манфред Гельд. Ні в СРСР, ні в країнах НАТО ці розробки початково не прижились. У 1970-ті напрацювання Гельда отримали розвиток в Ізраїлі, й 1982 року в Ліванській війні було випробувано перший серійний комплекс Blazer на танках M60 та Centurion. Одразу після цього в СРСР розпочали масове встановлення комплексу «Контакт-1» на танки, починаючи з Т-64БВ 1983 року. Дещо пізніше з'явився «Контакт-5» з товстішими метальними пластинами, здатний зменшувати ефективність БОПСів і тандемних боєприпасів. Під час російського вторгнення в Україну обидві країни активно застосовують «Контакт-1» у бою, причому його (або «Ніж») отримують також танки західного зразка, як Abrams і Leopard 2, які постачають Україні союзники.

### Активний захист

Приклад дії активного захисту

Системи активного захисту надають принципово інші способи боротьби зі снарядами, ніж броня. Їх поділяють на два основні типи: «жорсткої дії» (англ. hard-kill) та «м'якої дії» (англ. soft-kill). Перші призначені для фізичного знищення загрозливого снаряда, відстрілюючи протиракету або спрямований потік уламків. Другі різними способами діють проти керованого озброєння, спричиняючи промах без фізичного знищення снаряда. 
Системи жорсткої дії складаються з засобів виявлення (зазвичай це радар міліметрового діапазону) та засобів ураження (система запуску протиснарядів або створення спрямованого вибуху), контрольованих електронікою. Перші спроби створення таких систем відбулись у 1950-ті в США, однак до 1980-х значних успіхів не було. Першою практичною системою став радянський комплекс «Дрозд», встановлений 1983 року на танки Т-55АД, кілька зразків брали участь у війні в Афганістані. Протягом тривалого часу подібні системи не набували поширення, лише через понад 25 років увійшла до використання ізраїльська система Trophy, прийнята на озброєння для танків «Меркава» 2009 року. Крім «Меркави» нею з 2021 заплановано оснащення 400 танків Abrams SEPv2 та v3, з 2023 оснащуються Leopard 2A8 та розглядається встановлення на Challenger 3 та K2 Black Panther. Ця система найпоширеніша у світі, станом на січень 2024 року виготовлено або замовлено понад 1800 одиниць. Практично всі країни, крім Ізраїля, не встановлювали КАЗ на свою техніку через їхню високу вартість. Це стосується також України та Росії, чиї зразки залишались експериментальними, тільки восени 2024 року російські Т-90М почали отримувати комплекси «Арена» радянського походження.
Системи м'якої дії діють за різними принципами, серед яких запуск димових завіс, оптико-електронне придушення (наприклад, інфрачервоне випромінення) або радіоелектронна протидія. Таку систему вперше застосували 1991 року у війні в Перській затоці на французьких AMX-30B2. Способи виявлення бувають різні: наприклад, радянська «Штора» виявляє лазерне опромінення, а німецька MUSS виявляє ультрафіолетове випромінення від факелів ракет, MSSG на K2 має давачі лазерного та радіолокаційного опромінення. На відміну від систем жорсткої дії, вони можуть діяти лише проти керованого озброєння та неефективні проти некерованих ракет, як у РПГ-7.

### Захист від дронів

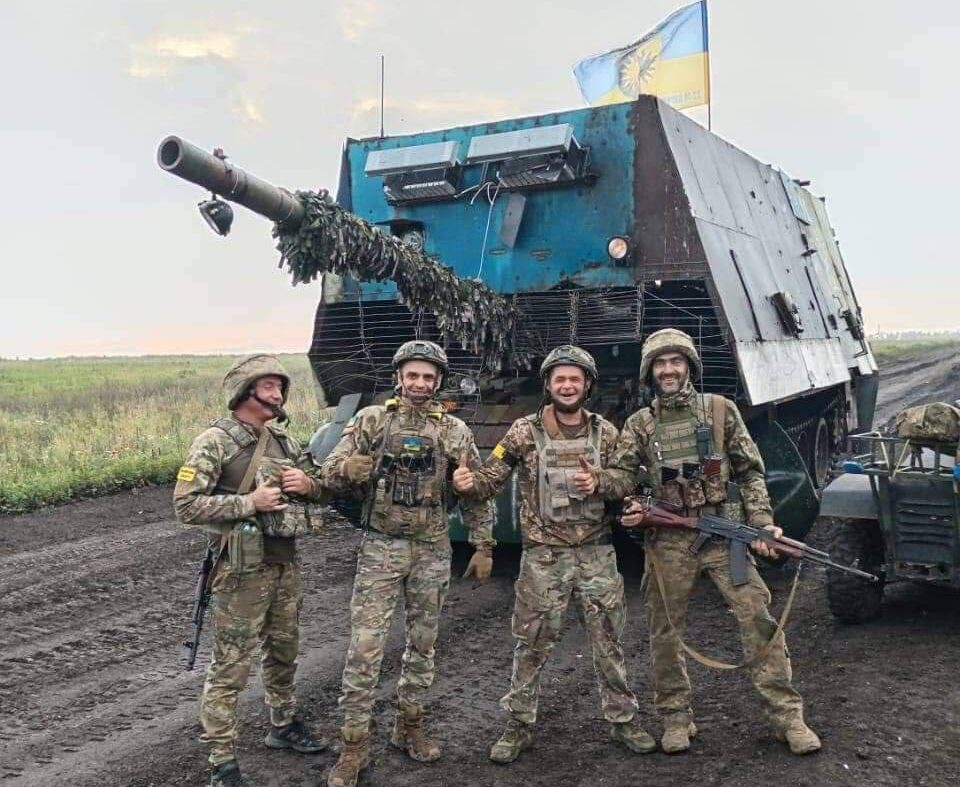
Захоплений російський «танк-сарай» (2024)

Масове поширення дешевих ударних FPV-дронів і мультикоптерів-бомбардувальників у ході повномасштабної російсько-української війни (з 2022) спричинило розвиток засобів боротьби з ними, в тому числі нові різновиди пасивного захисту та активного захисту, як м'якої, так і жорсткої дії.
Одним із варіантів пасивного захисту є встановлення протидронових сіток або решіток на техніку. Наприклад, російські «мангали», які початково передбачались як захист від Javelin і показали себе неефективно, виявились цілком дієвими проти малих БПЛА. З 2023 року і росіяни, і українці почали активно встановлювати легкі сітки та решітки на власну техніку, в тому числі танки, самохідну артилерію та РСЗВ. В Україні захисні решітки встановлюють і на західну техніку, як Challenger 2 та Abrams, причому, відомо про появу легких складаних сіток, тоді як у Росії ввійшли в ужиток великі імпровізовані надбудови з підручних матеріалів. Ці машини, призначені для штурму, стали відомі як «танки-сараї» або «танки-черепахи». Практика встановлення протидронових решіток поширилась і на інші країни, зокрема, захисні сітки було помічено на танках в Ізраїлі, Індії, Китаї тощо.
Як українські, так і російські танки почали отримувати засоби радіоелектронної боротьби (РЕБ), що придушують канали керування дронів. Перспективними є лазерна та мікрохвильова зброя, використання вже наявних систем активного захисту: наприклад, виробник системи Iron Fist заявляє про її ефективність проти малих безпілотників. Втім, комплекси активного захисту зазвичай призначені проти високошвидкісних боєприпасів, мають обмежений боєзапас і дуже дорогі. Іншим перспективним варіантом системи жорсткої дії може бути бойовий модуль з кулеметом або автоматичною гарматою, якщо його буде обладнано засобами виявлення та запрограмовано для автоматичного знищення дронів. Наприклад, у вересні 2024 року стало відомо, що японські «Тип 10» отримають активний захист і 30-мм гармати, здатні боротись із дронами.

### Інші аспекти захисту

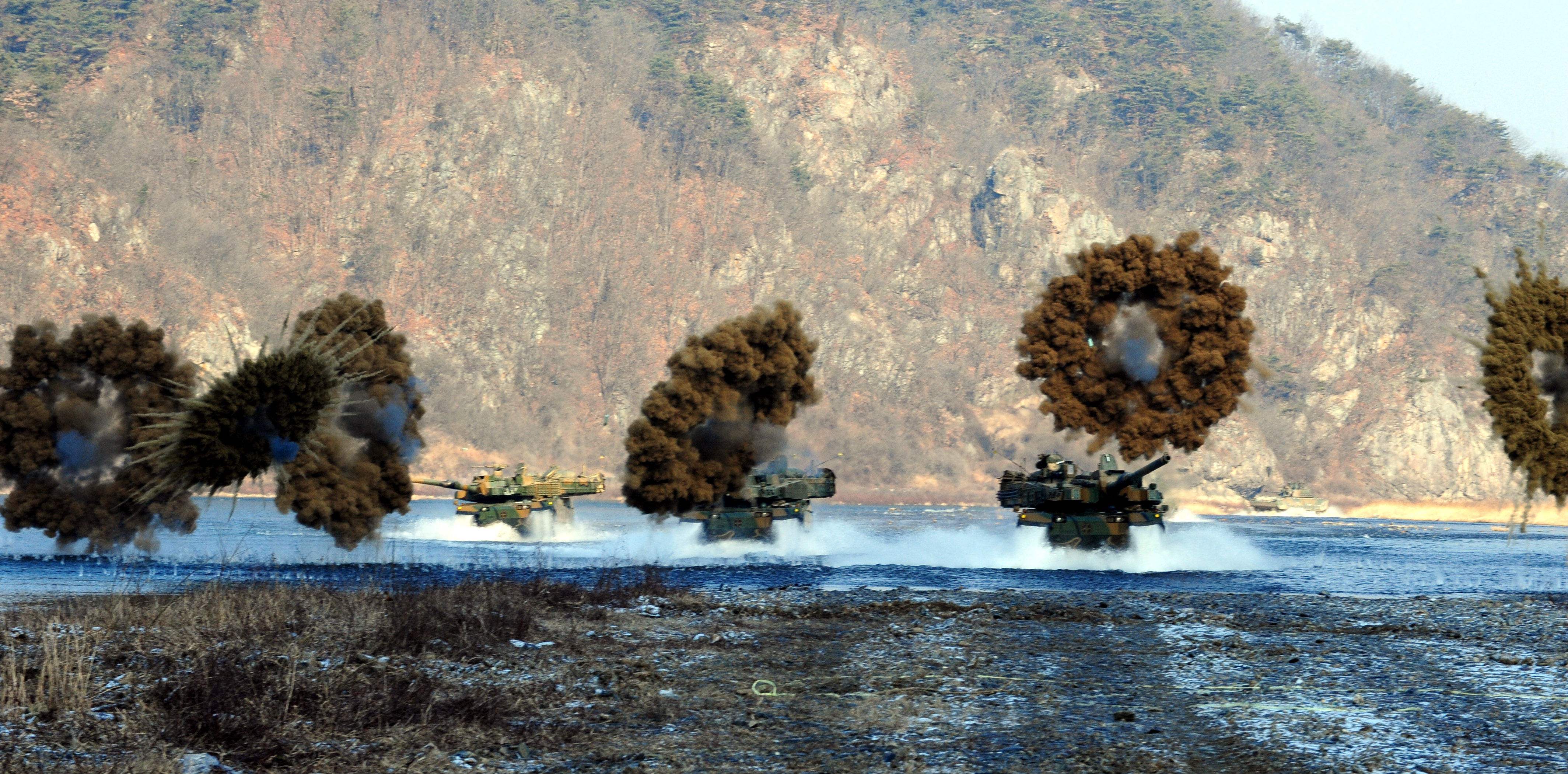
Поставлення димової завіси танками K2

Танки мають певний захист від зброї масового ураження. Сталева броня танка надає екіпажу захист від радіації: так, 18-мм сталева плита зменшує вплив гамма-випромінювання приблизно вдвічі, а оскільки броня танків зазвичай товстіша, то й рівень захисту вони мають вищий. Сталь, однак, не така ефективна проти нейтронного випромінювання, яке потребує інших форм захисту, наприклад, підбій з водневмісними сполуками, як поліетилен, або іншими речовинами з високим поглинанням нейтронів, як бор. Баки з пальним також надають протинейтронний захист.
Існують комплексні системи колективного захисту (СКЗ) для екіпажу. Наприклад, у радянських Т-80 СКЗ забезпечує захист проти зброї масового ураження та пожежі. В автоматичному режимі ця система спрацьовує в разі виявлення за бортом радіаційного або хімічного зараження, вмикаючи фільтровентиляційну установку й пристрої герметизації, створюючи в машині підвищений тиск чистого повітря й тим самим не впускаючи забруднене повітрю всередину. У разі пожежі, яка виявляється давачами температури, СКЗ вимикає подання повітря до двигуна й розпилює вогнегасну речовину.
Більшість танків мають засоби для створення димової завіси. Зазвичай для цього танки використовують пускові пристрої, які відстрілюють снаряди, що вибухають у повітрі та миттєво створюють завісу. Прикладом такої системи є радянська «Туча». Іншим варіантом є термодимова апаратура, яка створює завісу неперервно шляхом вприскування пального у випускну систему. Дим сучасних димових пристроїв може бути непрозорий в інфрачервоному спектрі.
Ще одним аспектом захисту є маскування. Зазвичай воно здійснюється за допомогою маскувальної сітки, але існують і спеціальні камуфляжні чохли, в тому числі багатоспектральні, здатні зменшувати видимість не лише у видимому, а також в інфрачервоному та радіохвильовому діапазонах. Наприклад, такі властивості мають шведська Barracuda та російська «Накидка». Існують також муляжі танків, призначені для обману ворога. Вони активно застосовувались у Другій світовій і поширені зараз.

## Рухливість

### Поняття мобільності

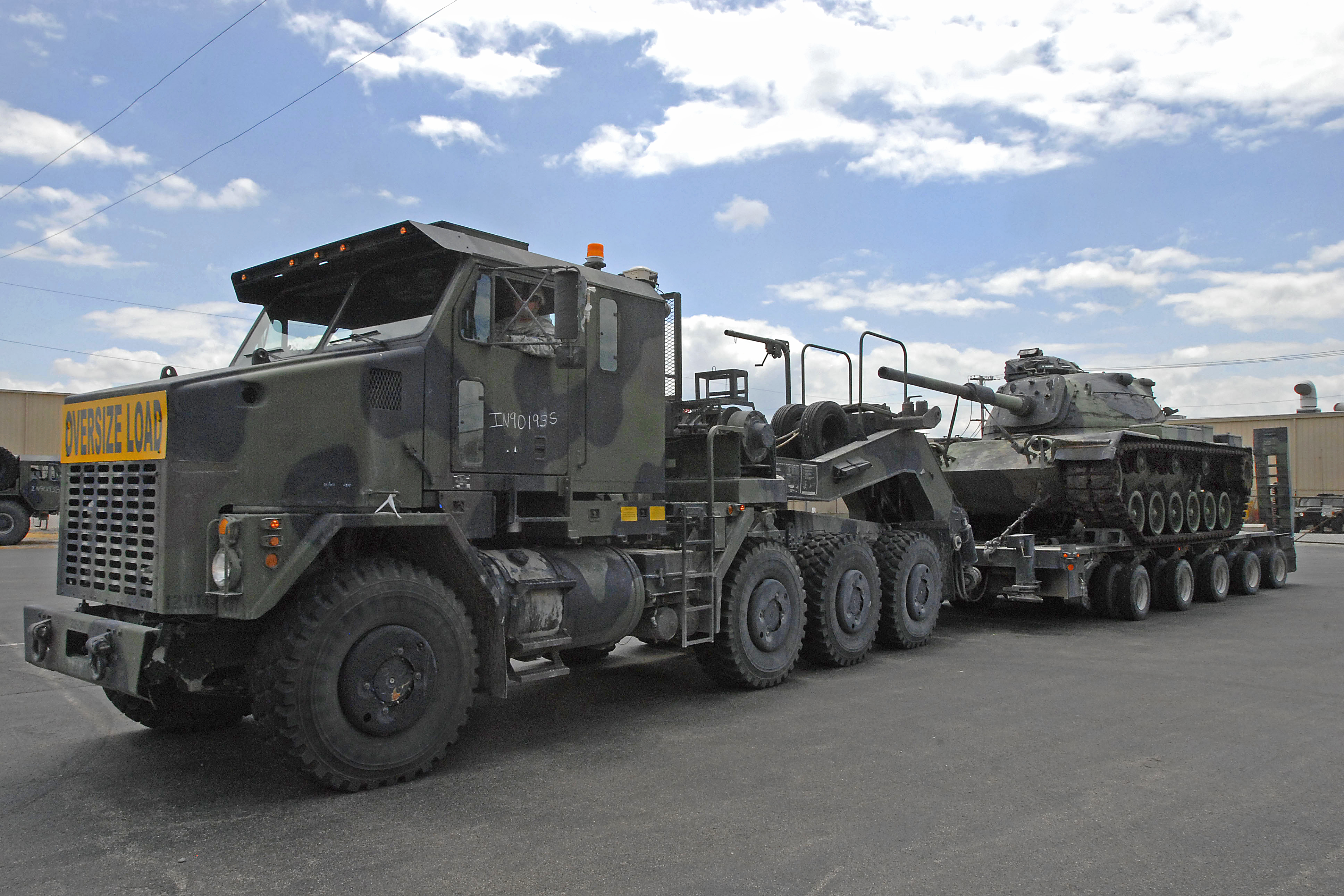
Перевезення M60 за допомогою транспортера M1070

Мобільність (рухливість) є однією з найважливіших рис для танка. Це поняття розглядають на трьох рівнях: стратегічному, оперативному й тактичному.
Стратегічна мобільність означає можливість транспортування машини на великі відстані морем, залізницею, повітрям чи автомобільним транспортом. Визначальними факторами для неї є габарити та вага, що більшим або важчим є танк, то складніше його доправити до місця призначення. Найважливішим способом переміщення танків є залізниця, тому всі сучасні танки мають ширину до 3,5 метрів зі знятими бортовими екранами, що дозволяє пересування залізницями Західної Європи.
Оперативна мобільність означає можливість руху танка своїм ходом дорогами та поза ними. Для неї важливими є питома потужність двигуна (співвідношення потужності та маси), що визначає швидкість руху. Впливають також частота дозаправлення та обслуговування. Танки завжди поступаються в ній відносно колісних машин, що привело до створення так званих «колісних танків», рухливіших, але менш прохідних і гірше броньованих.
Тактична мобільність означає рухливість танка на полі бою, можливість швидко та ефективно переміщуватись у бою й мінімізувати розкриття для ворожого озброєння. Для цього необхідні потужний двигун, низький питомий тиск на ґрунт і надійна ходова частина. Важливим фактором є й захист, який дозволяє ігнорувати легке озброєння та вільніше рухатись, надаючи танкам перевагу над легкою технікою. З іншого боку, збільшення броньового захисту збільшує масу, що суперечить рухливості, тому необхідний баланс між цими двома показниками.

### Двигун

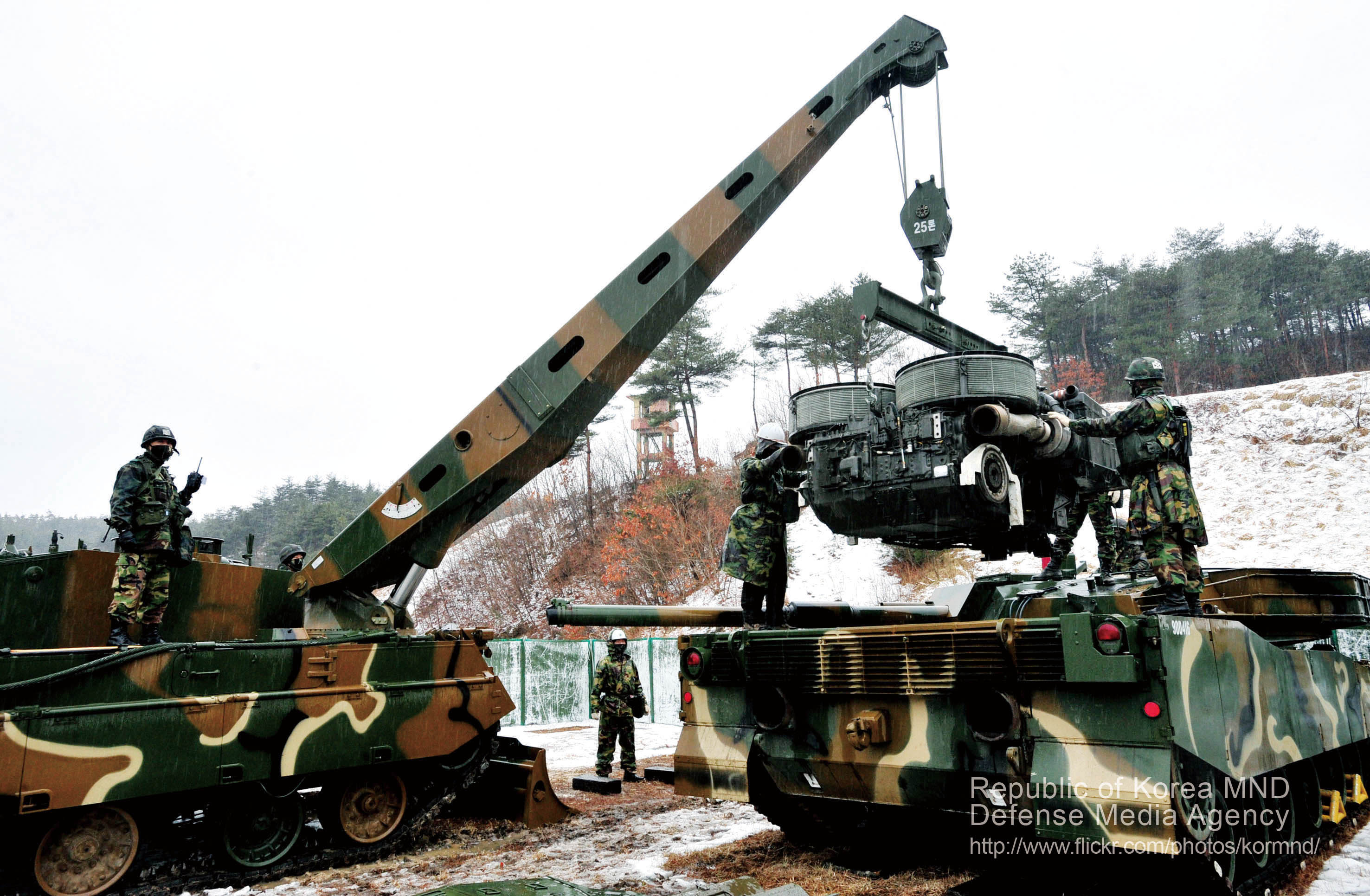
Виймання моноблокової силової установки MTU з корейського танка K1

Сучасні танки найчастіше оснащені дизельними двигунами з турбонаддуванням. З них лише Abrams і Т-80 мають газотурбінні двигуни (ГТД), які є компактними, але дорогими та неекономними. Карбюраторні бензинові двигуни, простіші та доступніші, остаточно вийшли з ужитку в 1950-ті, оскільки вони менш економні та більш вогненебезпечні за дизельні. Двигун танка має забезпечувати якомога вищу питому потужність, практичною верхньою межею вважають 25—30 к.с./т.
Перші танки мали слабкі бензинові двигуни: так, 105-сильний двигун танка Mark I надавав питому потужність лише на рівні 3,7 к.с./т і максимальну швидкість близько 6 км/год. Наприкінці Першої світової було вперше адаптовано 300-сильний авіаційний двигун Liberty L-12 для танка Mark VIII, що надалі стало стандартною практикою. Наприклад, радянський 400-сильний двигун М-5 походив від Liberty та встановлювався на БТ-2, надаючи йому питому потужність 35 к.с./т і швидкість до 52 км/год на гусеницях. Радіальні авіаційні двигуни з повітряним охолодженням застосовувались у США й під час Другої світової, зокрема, на M3 та M4, що було однією з причин їх дуже високих силуетів. Британський Cromwell отримав такий самий двигун Rolls-Royce Merlin, що й літаки-винищувачі Hurricane та Spitfire. Натомість у Німеччині застосовували не адаптовані авіаційні двигуни, а спеціально розроблені танкові.
Перші спроби встановлення дизельних двигунів відбулись у Великій Британії в 1920-ті. Через брак коштів вони не отримали розвитку, але їх наслідували в Японії 1932 року для танка «І-Ґо», і всі наступні японські танки мали вже дизельні двигуни. В СРСР розроблення такого двигуна в 1930-ті привело до появи В-2, який вперше встановили на БТ-7М 1939 року. Наступні версії цього двигуна використовували на Т-34 та всіх інших середніх і важких танках Другої світової, його ж 780-сильна модифікація В-46 стала основним двигуном Т-72, а 1000-сильна турбована версія В-92С2 — на Т-90. Таким чином, вдале рішення в 1930-х забезпечило армію надійним двигуном на понад 70 років. У країнах НАТО з 1950-х використовуються багатопаливні дизельні двигуни, найуспішнішими з яких є вироби MTU, різні версії яких встановлювались на Leopard 1 та 2, ізраїльські «Меркава» та експортні французькі Leclerc. Деякі танки оснащені більш екзотичними видами дизельних двигунів. Наприклад, Leclerc має замість звичайного турбонаддуву систему Hyperbar, подібну до газової турбіни. В СРСР для Т-64 було використано нетипові двотактні опозитні двигуни 5ТДФ, розроблені ХКБД, які мають компактний розмір та ежекційне охолодження. На їхній основі створено потужніші 6ТД, що отримали розвиток у незалежній Україні та встановлювались на Т-80УД, БМ «Оплот» і пакистанські «Аль-Халід».
Спроби створення танкового ГТД вперше відбулись у Німеччині під час Другої світової. З кінця 1940-х розробки тривали паралельно у Великій Британії, СРСР і США. Першим серійним танком з ГТД став шведський безбаштовий Strv 103, який мав за основний двигун економний дизель, а ГТД був потрібний ситуативно для забезпечення максимальної потужності. Наприкінці 1970-х радянські та американські досліди з цим типом двигунів привели до прийняття на озброєння Т-80 та Abrams. Strv 103 й ці дві родини танків залишаються єдиними серійними газотурбінними танками.

### Трансмісія та кермування
Як і інші транспортні засоби, танки потребують трансмісії для передання крутного моменту від двигуна до гусениць. У більшості випадків ця потреба виконувалась багатоступеневими КПП, відповідними тогочасним технологіям транспортного машинобудування, що еволюціонували від найпростіших механізмів до автоматичних планетарних трансмісій з гідротрансформаторами.

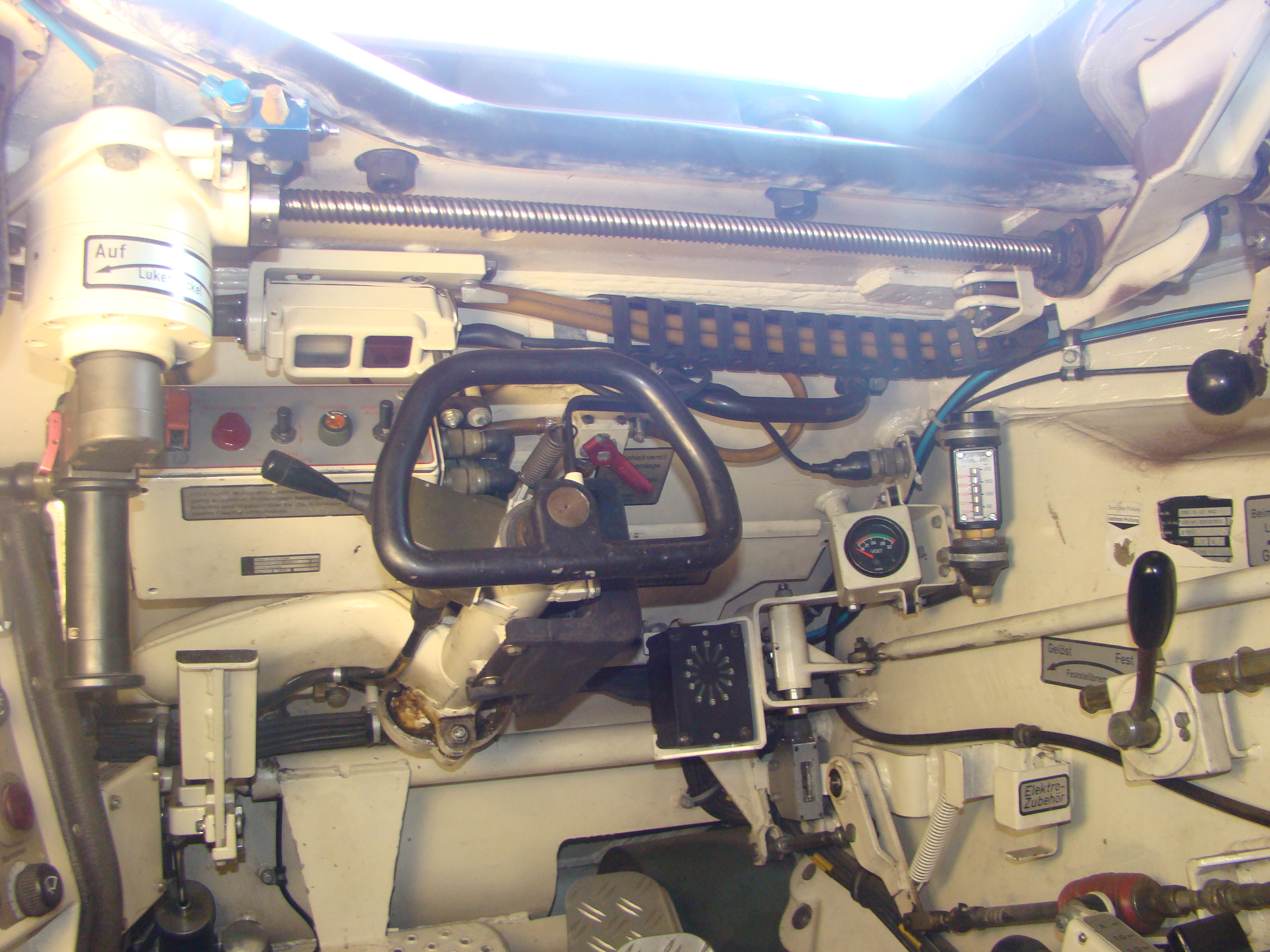
Робоче місце механіка-водія Leopard 2, де видно основні засоби керування

Практично всі танки використовують бортовий поворот, що здійснюється за допомогою різної швидкості між гусеницями. Тобто, гусениця з того боку, в який танк повертає (внутрішня гусениця), має обертатись повільніше за іншу, бути нерухомою, або обертатись у протилежний бік. Існують різні способи забезпечення цього принципу. Найпростішим способом є відпускання зчеплення та застосування гальма на внутрішній гусениці. Іншим простим способом є диференціал і гальмування напівосі. Обидва способи мають низьку ефективність і призводять до втрати потужності, тож вийшли з ужитку до кінця Другої світової. На танках радянського зразка з кінця Другої світової застосовується поворот зниженням передачі на КПП внутрішньої гусениці, тоді як на західних танках з 1950-х встановлюється система з двома диференціалами, що має додатковий вал для кермування, напряму під'єднаний до двигуна, який додає потужність для однієї гусениці та віднімає для іншої.
Трансмісія та засоби кермування впливають на рухливість. Наприклад, характерною для танків радянського зразка є дуже низька швидкість заднього ходу через обмеження трансмісії, наприклад, на Т-64 та Т-72 вона складає близько 4 км/год, тоді як на Leopard 2 вона може досягати 30 км/год. Ця швидкість необхідна для можливості швидкого залишення позиції, проблеми з нею спостерігається й на найсучасніших російських танках, як Т-90М. Крім того, сучасні західні танки мають простіше та плавніше кермування, особливо на швидкості. Органи кермування також різняться: на радянських танках воно здійснюється за допомогою важелів, Abrams має Т-подібне кермо, а Leopard 2 — штурвал, зручніші для використання.
Однією з перспективних технологій є електромеханічна трансмісія (ЕМТ), що передбачає використання дизельного двигуна в ролі генератора та тягових електродвигунів для руху. Подібні системи здатні забезпечити гарні характеристики крутного моменту, неперервно контрольовану швидкість гусениць, потенційно мають кращу живучість і можливість застосування безшумних електродвигунів для певних задач. Така трансмісія була вперше встановлена вже на St-Chamond часів Першої світової, але попри численні подальші досліди, не прижилась через велику вагу та складність. Однак ЕМТ можуть стати в пригоді для танків майбутнього замість допоміжних силових установок, оскільки системи РЕБ, КАЗ та бойові модулі споживають значну кількість електроенергії.

### Ходова частина
Основою ходової частини танка є гусеничний рушій. Для компенсації коливань від руху нерівним ґрунтом опорні котки танка прикріплені до корпуса за допомогою підвіски, ефективність якої впливає на рухливість танка. Впродовж історії танки отримували все кращу підвіску, кращі котки та гусеничні стрічки, покращуючи динамічні якості.
Перші британські танки мали жорстко прикріплені котки, але впродовж 1920-х — 30-х найбільш поширеними були різновиди блокованої підвіски, в якій кілька котків з'єднані в каретку та мають спільні амортизувальні елементи. Така підвіска була й на багатьох танках Другої світової, як M4 Sherman, Panzer IV та Centurion. Ефективнішою є незалежна або індивідуальна підвіска, в якій кожен коток амортизується окремо. Першою такою системою стала 1928 року підвіска Крісті, серійно втілена на танках БТ (які до того ж були колісно-гусеничними, тобто, могли рухатись на опорних котках як на колесах), британських крейсерських танках і Т-34. Її поступово витіснила торсіонна підвіска, вперше встановлена 1938 року на деякі німецькі Panzer II. Після Другої світової практично всі танки оснащуються торсіонною підвіскою, за винятком «Меркави» з пружинною підвіскою і танків з гідропневматичною підвіскою.
Гідропневматична підвіска, втілена на «Тип 74», «Тип 10», K1, K2 Black Panther тощо, має нелінійну (прогресивну) характеризацію жорсткості, забезпечуючи м'який хід, але при цьому вона дещо складніша, дорожча та менш стійка до пошкоджень. На відміну від торсіонної, її можна розмістити таким чином, що вона не займатиме заброньового простору, й тим скоротити масу танка. Ще однією перевагою такої системи є можливість створення активної підвіски, здатної гнучко регулювати кут нахилу корпусу або кліренс. Для безбаштового Strv 103 це єдиний спосіб вертикального наведення, тоді як інші танки завдяки цьому мають розширений діапазон кутів вертикального наведення, особливо корисний у гористій місцевості.

### Подолання водойм
Можливість подолання водойм без мостів і понтонів є одним з аспектів тактичної мобільності. Без підготувань танк може подолати перешкоду з глибиною, меншою за верхню частину корпусу, приблизно до 1,4 м. За умови герметизації та обладнання для підводного водіння танка (ОПВТ) вони можуть занурюватись на глибину до 4-4,5 метрів. Це устаткування передбачає шноркель, що на деяких танках вузький і забезпечує лише постачання кисню, а на деяких слугує «вежею» для командира, який може спостерігати за ситуацією з-над води.

Якщо глибина завелика для форсування, то єдиним способом залишається плавання. Історично використовувались екрани, що здіймались навколо танка й забезпечували плавучість. Наприклад, такий метод застосовувався на танках Sherman Duplex Drive під час висадки в Нормандії 1944 року, але вже в 1950-х вийшов з ужитку через невисоку практичність. Крім того, існували плавучі танки, як радянський ПТ-76, однак їхня бойова ефективність була нижча за таку для звичайних наземних машин.

## Ситуаційна обізнаність

### Спостереження та навігація

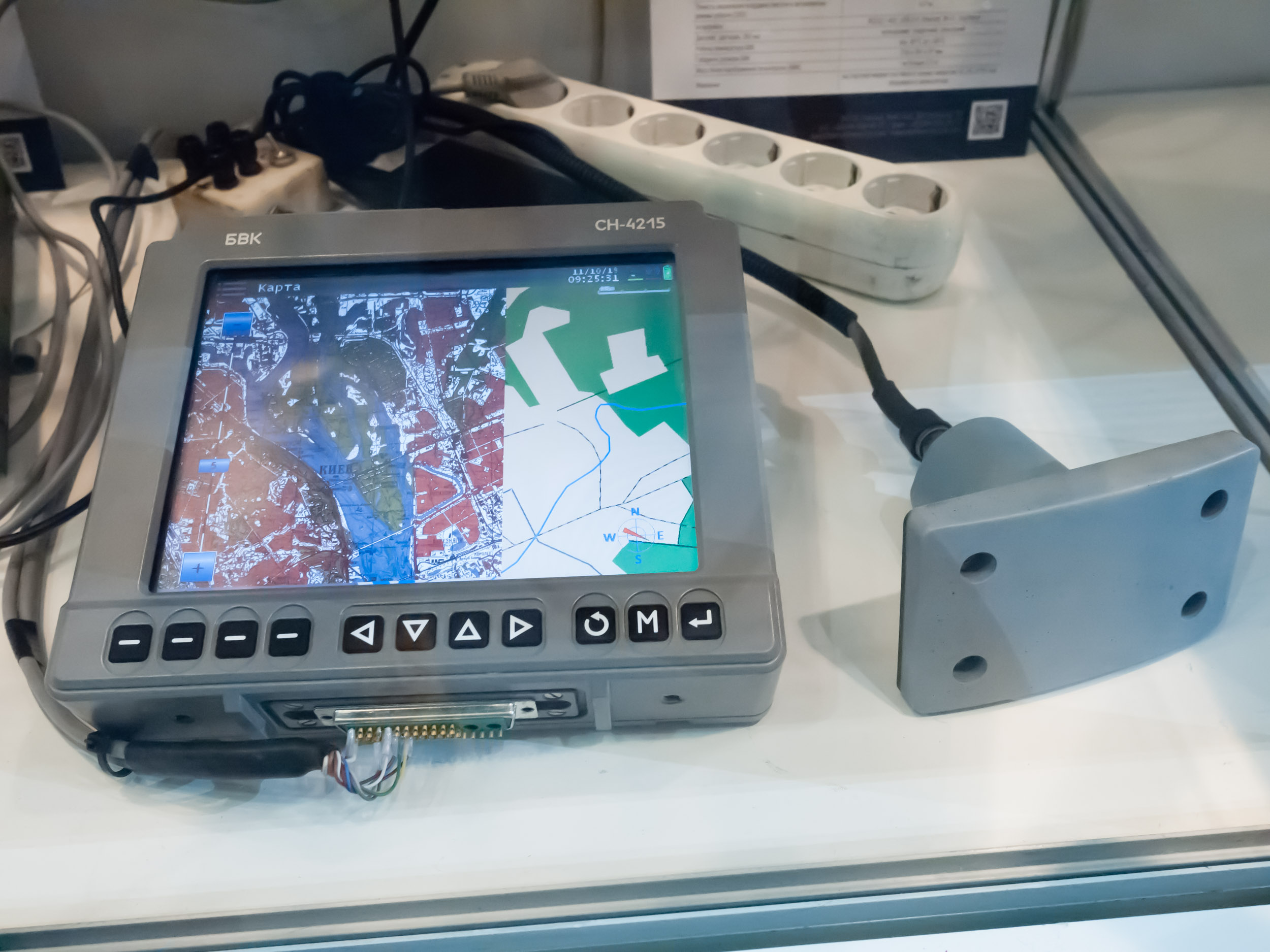
Термінал супутникової навігації СН-4215, який встановлюють на українські танки Т-64БВ й Т-80БВ

Ефективність танкового озброєння залежить від спроможності екіпажу своєчасно захопити й атакувати ціль. Захоплення цілі складається з трьох етапів: виявлення потенційної цілі, розпізнавання типу цілі та ідентифікація належності цілі до своїх чи ворожих сил. Найпростішим є огляд з відкритого люка через бінокль або без нього, або за допомогою оглядових оптичних пристроїв усередині машини. Задачі спостереження за полем бою та виявлення цілей є типовими для командира танка, тому оглядові пристрої передусім розробляли саме для них. Вони історично набували різних форм, що включали амбразури, скляні блоки, перископи тощо. Для танків від часів Другої світової типовими є кругові набори перископів для всебічного огляду поля бою або обертові чи фіксовані спостережні пристрої зі збільшенням для кращого огляду на більших дистанціях. Спостереження також можуть надати камери: наприклад, Leopard 2A5 має камеру заднього виду, що передає дані на дисплей механіка-водія, а «Меркава» Mk 4 має низку оглядових камер навколо танка.
Навігація сучасних танків може здійснюватись за допомогою супутників, зокрема, з застосуванням GPS. Наприклад, у війні в Перській затоці (1990—1991) американські танки за допомогою GPS могли використовувати місцевість, яку іракські сили вважали непридатною для танків.

### Нічне бачення
До кінця Другої світової не було технологій, що дозволяли б танкам ефективно діяти вночі. За потреби можна було діяти в місячному сяйві або покладатись на освітлювальні снаряди артилерії та прожектори, однак можливості все одно були обмежені. Першим суттєвим кроком стала поява інфрачервоних прожекторів, які підсвічують ціль у невидимому для ока діапазоні, тоді як перетворювачі дозволяють бачити цю підсвітку. Вперше застосували таку систему 1944 року німецькі війська, однак лише радянські танки Т-54Б після війни використовували цей підхід надалі, тоді як на західних танках ця практика розпочалась лише в 1960-ті. В ті роки також почали з'являтись прилади нічного бачення (ПНБ), здатні посилювати зображення без випромінення, яке демаскує танк. У 1970-ті почали з'являтись тепловізори, складні та дорожчі за ПНБ, однак ефективніші. Вони почали активно поширюватись на танках НАТО, тоді як СРСР відставав у цьому аспекті.

### Комунікація
Перші способи комунікації обмежувались фізичною або візуальною взаємодією, що включала поштових голубів, семафори та сигнальні прапори. Ці способи були неефективними, а польовий телефон потребував би дротів, які б швидко розбивались артилерією. Єдиним прийнятним способом мав бути бездротовий радіозв'язок, тому Велика Британія створили танки зв'язку TSF та Communication Tank. Радіо всередині танків набуло поширення з 1930-х років, коли з'явились детекторні радіостанції. Воно було одним із факторів успіху німецького бліцкригу, оскільки забезпечувало ефективне командування.
Вперше радіо для внутрішнього зв'язку було масово застосовано на німецьких танках у 1930-ті: починаючи з Panzer II, всі члени екіпажу мали як приймачі, так і передавачі. Деякі танки дозволяють під'єднання піхоти до внутрішнього зв'язку за допомогою танкового телефона, розташованого зовні танка; вперше ця практика з'явилась на британських танках Першої світової. Більшість танків США, починаючи з M4 Sherman (крім M60 та Abrams без TUSK), мають такий пристрій, його активно застосовують і у Великій Британії.
Деякі танки мають цифрові системи для забезпечення ситуаційної обізнаності. Наприклад, у «Меркава» Mk 4 командир танка може отримувати в реальному часі інформацію про дислокацію союзної техніки та дані з камер безпілотників, а також через свій дисплей передавати вказівки механіку-водію.

## У культурі
Танки мають широке представлення в популярній культурі. Вони фігурують у відеоіграх, літературі, кінематографі, манзі та аніме, часто є об'єктами стендового моделізму. Від самого початку їхнього застосування художники створювали картини та пропагандистські плакати, що демонстрували танки як символи інновації, використовували їх у рекламі. Танк також є важливим символом у ролі візуальної мови, позначаючи військову силу держави.

### Символічне значення

Невідомий повстанець. Танки тут показують силу держави та утиск, тоді як бунтар символізує боротьбу особистості проти утиску.

Символізація танка проявляється у широкому спектрі асоціацій, як позитивних, так і негативних. Відразу від своєї появи він став одним із вагомих символів перемоги у битвах і війнах, що підкріплювалось переможними парадами та монументами. Ці практики із залученням танків розпочались одразу після Першої світової. Після Другої світової вони знову взяли участь у масштабних урочистих заходах у містах країн-переможців і захопленому Берліні. Монументи з'явились у країнах Європи, але найбільшу кількість таких пам'ятників, переважно Т-34-85, було встановлено в СРСР. Розгром іракських Т-72 у війні в Перській затоці зробив M1A1 Abrams символом перемоги США над СРСР.
Танк є символом військової потуги держави, тому більшість держав демонструють свою техніку на парадах. Вперше паради з бронетехнікою в ролі візуальної пропаганди сили почали проводити в нацистській Німеччині в 1930-ті роки; цю практику швидко перейняв і СРСР. Для малих держав і недержавних формувань танки та інша бронетехніка були та є показником статусу, легітимності й військових спроможностей. З іншого боку, танк може бути й символом утиску та окупації: прикладами є придушення радянськими військами Берлінського повстання (1953), Угорської революції (1956) та Празької весни (1968), коли танки на вулицях європейських міст стали асоціюватись із придушенням демократичних настроїв. Натомість студенти, які поклали квіти у ствол гармати радянського танка в Празі та Невідомий повстанець, що став перед колоною під час подій на площі Тяньаньмень (1989), є символами повстання особистості проти цього інструменту державного авторитету.
Пам'ятники-танки також можуть бути символами агресії та окупації. Український історик Вахтанг Кіпіані порівнював їх з пам'ятниками Пушкіну та вважав колоніальними маркерами, стверджуючи, що «радянська влада маркувала все, що могла, своїми прапорами, танками і вулицями». Ці меморіали неодноразово викликали контроверсії в Україні та країнах ЄС. Наприклад, відомим є випадок 1991 року, коли художник перефарбував ІС-2 в Празі в рожевий, що викликало резонанс у чехословацькому суспільстві. В Україні також була присутня велика кількість таких монументів, причому далеко не завжди ці машини брали участь у боях на місцевості, в якій їх встановлено. Російське повномасштабне вторгнення 2022 року посилило процеси декомунізації в Україні та інших країнах Європи. З 2022 року значну кількість танків-пам'ятників в Україні демонтували, в тому числі в межах закону про деколонізацію. 2022 року в естонській Нарві прибрали скандальний монумент Т-34-85, вважаючи, що ці пам'ятники СРСР спорудив для прославлення окупації.

### Вигадані та фіктивні танки

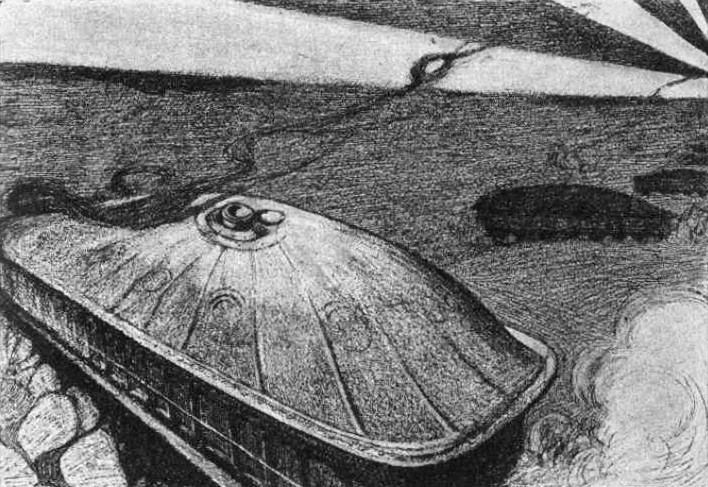
Ілюстрація до «Наземних броненосців» Герберта Веллса

У культурі концепція танка з'явилась задовго до появи перших справжніх машин: наприклад, 1883 року французький ілюстратор Альбер Робіда зобразив наступ велосипедистів разом з броньованою машиною, а 1903 року британський фантаст Герберт Веллс написав оповідання «Наземні броненосці». Внесок реальних танків у війну та культуру призвів також до появи значної кількості вигаданих зразків. Деякі з них створені як складники художніх світів у фільмах, відеоіграх, манзі тощо, як в іграх Warhammer 40K і Starcraft, фільмі «Індіана Джонс і останній хрестовий похід», манзі «Сталевий алхімік» тощо.
Вигадана техніка в художніх творах часто відображає лише концепцію танка, подекуди перебільшено, гротескно. Але існують також і фіктивні машини, достатньо схожі на реальні зразки або проєкти, щоб їх можна було прийняти за такі. Це можуть бути ненавмисні омани, спричинені помилковим прочитанням джерел, або ж навмисно вигадані машини: наприклад, моделісти візуалізують власні уявлення про історичну або альтернативну техніку. Одним із найвідоміших прикладів є «КВ-VI» або «Бегемот», створений як жартівлива модель надважкого танка з дев'ятьма баштами, який в інтернеті іноді видається за реальний радянський проєкт. Також значна кількість вигаданих танків і САУ, часто дуже реалістичних, присутня у відеогрі World of Tanks, причому гра не повідомляє про це безпосередньо.

### Кінематограф
Танки присутні в багатьох воєнних фільмах, хоча й не завжди опиняються в центрі уваги. Танкові битви є провідними елементами сюжету таких фільмів, як «Лють» (2016, США), «Т-34» (2018, Росія), «Битва в Арденнах» (США, 1965), «Паттон» (США, 1970), «Ліван» (Ізраїль, 2009), «Герої Келлі» (США, 1970), «Міст надто далеко» (США та Велика Британія, 1977), «Звір війни» (США, 1988), «Врятувати рядового Раяна» (США, 1998), «Сахара» (США, 1943), «Танк» (США, 1984), «Танкістка» (США, 1996), «Білий тигр» (Росія, 2012), «Танк» (Україна, 2016).
У фільмах часто застосовуються бутафорські танки, що імітують справжні зразки. Стара техніка може бути недоступна або представлена лише музейними експонатами, тоді як сучасні машини не завжди можна отримати від армії для фільмування. Роль недоступних машин можуть «грати» оздоблені більш поширені танки або інша гусенична техніка: наприклад у фільмах «Герої Келлі» та «Врятувати рядового Раяна» німецький Tiger імітували надбудовами на шасі Т-34-85. У «Битві в Арденнах» роль Tiger II грають іспанські M47 Patton II, а в «Паттоні» на M48 Patton III просто нанесені німецькі балкові хрести. Роль американського M1 Abrams у фільмах часто виконують британські Centurion або Chieftain, наприклад, останній використали у фільмі «Халк» 2003 року. Справжні танки, однак, теж застосовуються: так, у чехословацькому фільмі 1976 року «Звільнення Праги» для видовищної сцени знищили справжній Panzer IV, а в бойовику «Лють» знято справний M4E8 і єдиний у світі працездатний Tiger у світі, знаний як Tiger 131.

### Відеоігри
Танки присутні у великій кількості відеоігор. Станом на 2024 прикладами популярних ММО-ігор, що включають можливість керувати ними, є симулятори War Thunder, World of Tanks (Blitz) та Armored Warfare та шутери Enlisted, Hell Let Loose, Battlefield і Call of Duty тощо. Також відомими є симулятори Post Scriptum, Steel Armor: Blaze of War, шутер Arma 3, стратегії Company of Heroes 2, Panzer Corps, Warzone 2100, JRPG Valkyria Chronicles 4, двовимірний екшен 1996 року Metal Slug. В Assassin's Creed: Brotherhood є можливість керувати «танком» да Вінчі. Власні танки можна створювати в багатокористувацькій Crossout і пісочниці Sprocket.
Крім того, в геймерському сленгу використовується термін «танк», що позначає клас персонажів чи інших ігрових об'єктів, що мають високу міцність і здатні витримувати велику кількість пошкоджень, прикриваючи союзників і відводячи ворожий вогонь на себе.

### Інше
Танки є основою сюжету аніме та манґи «Дівчата і танки», в якому дівчата у школі займаються танковими боями як традиційним бойовим мистецтвом, а також помітну роль у франшизах «Сталевий алхімік» Аракави Хірому та Навсікая з Долини Вітрів Міядзакі Хаяо.

## Музеї та експозиції

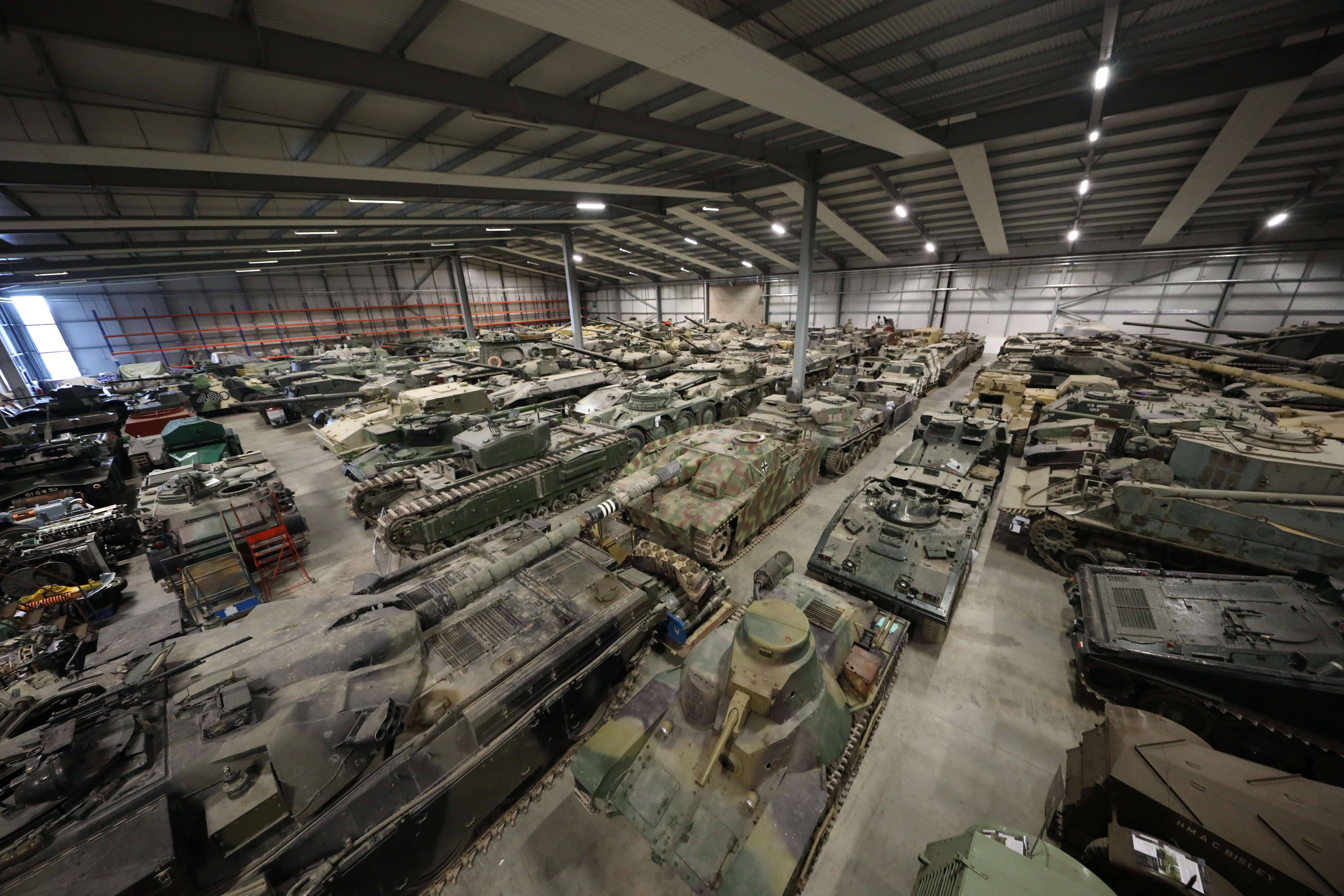
Музей Бовінгтона

Багато музеїв у світі присвячено танкам та іншій бронетехніці. Серед найбільших є британський The Tank Museum (табір Бовінгтон) у Дорсеті, який має понад 300 зразків броньованої техніки, та французький Musée des Blindés у Сомюрі, що налічує понад 800 одиниць техніки, в тому числі близько 200 танків. Іншими прикладами музеїв є American Heritage Museum у Стоу (США), Panssarimuseo у Паролі (Фінляндія), Deutsches Panzermuseum у Мунстері (Німеччина), Бронетанковий музей у Кубинці (Росія), Військово-технічний музей у Лешанах (Чехія), Яд Ла-Ширіон у Латруні (Ізраїль).
В Україні, попри наявність великої кількості потенційних експонатів (наприклад, на випробувальному майданчику ХКБМ), немає спеціалізованого танкового музею, хоча існують окремі виставки в музеях, як у Волинському музеї українського війська в Луцьку та Музеї війни в Києві. Також під час російського вторгнення в містах України відбувались виставки знищеної та пошкодженої російської техніки, в тому числі й танків. Зокрема, такі заходи відбувались у серпні 2022 й 2023 років замість традиційного параду Незалежності на Хрещатику, окремі експозиції облаштували на Михайлівській площі в Києві, в Харкові та Лебедині.